# Antisémitisme en Belgique

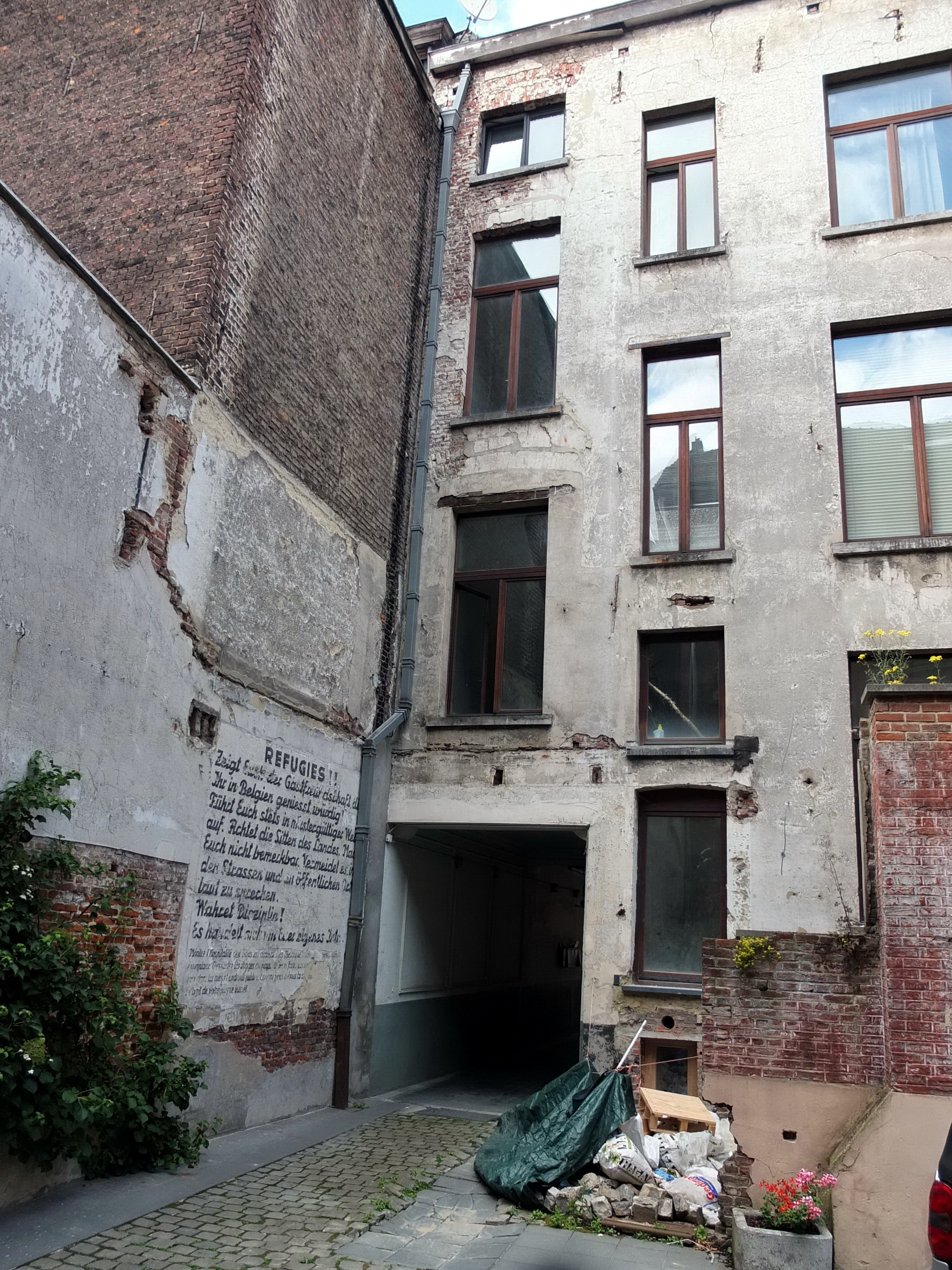
Immeuble du Comité d'Aide et d'Assistance aux Victimes de l'Antisémitisme en Allemagne (1933-1940).

L’antisémitisme en Belgique comprend les actes d'hostilité contre les Juifs et la haine érigée parfois en doctrine, sur le territoire de la Belgique, à travers les époques. L’époque chrétienne produit l’antijudaïsme tandis que l'antisémitisme contemporain, comme idéologie raciste, date de la seconde moitié du XIXe siècle. Au XXe siècle, sous la monté du nazisme, et sous l'occupation allemande, le génocide des Juifs de Belgique est organisé. Les criminels nazis ne sont pas condamnés par la Belgique.
Plus récemment une vague d'antisémitisme a été déplorée,. Selon une étude de 2024, les Belges auraient moins de sympathie pour les Juifs que les Français. En 2025, le ministre israélien des Affaires de la Diaspora, Amichai Chikli, propose l'Alya comme solution.

## Histoire

### Persécutions des Juifs avant la révolution belge
La présence juive sur le territoire durant le haut Moyen Âge est peu documentée. D'après Bernhard Blumenkranz, en Europe occidentale, les Juifs vivaient sans réelle ségrégation et au sein de la population chrétienne.

#### Période des croisades
Lors de la première croisade, une armée formée sur le territoire de Godefroy de Bouillon et les contrées avoisinantes, puis rejointe par d'autres soldats, se livre aux massacres de nombreuses communautés juives, en particulier celles de Rhénanie, et, malgré la rançon.
Ces massacres annoncent au siècle suivant, une période d'hostilité chrétienne, contre leur religion. Cela est illustré par les écrits chrétiens d'érudits, sans que l'on connaisse exactement leur portée dans la société chrétienne. Les occurrences de rencontres théologiques sont principalement écrites pour décréditer le judaïsme devant une audience érudite chrétienne, comme le fait Odo de Tournai dans sa Disputation, en stigmatisant les Juifs comme étant incapables de la vérité spirituelle. En 1160, témoignant déjà de l'existence d'une virulence dans l'antijudaïsme, Gauthier de Castillon, prévôt du chapitre de Tournai, rédige un pamphlet empli de haine, proférant de nombreuses calomnies à leur encontre,. Dans la production artistique, le triptyque de Stavelot atteste de la montée de la haine avec une représentation particulièrement péjorative du personnage Synagoga, associé aux Juifs par des artistes catholiques. D'autres représentations de violence contre Synagoga, reflètent de la montée de la violence contre les Juifs européens durant cette période. L'antijudaïsme représente aussi les Juifs par des symboles, propre de la déshumanisation.
Le concile de Latran de 1215 organisant la société chrétienne, impose aux Juifs nombre de mesures discriminatoires : obligation de porter des vêtements se distinguant de ceux portés par les chrétiens (dont le signe discriminatoire de la rouelle), obligation de ne pas être vus en public pendant la Semaine sainte, l'interdiction d'avoir une position publique, et d'autres. Les Juifs sont victimes de l'antijudaïsme de l’Église catholique et vivent désormais « en dehors » de la société chrétienne. Le testament de 1261, du duc Henri III de Brabant, soulevait déjà la question de l'expulsion des juifs de ses terres. Ceux-ci sont ainsi contraints d'habiter dans des juiveries, principalement du Brabant, mais aussi dans le Luxembourg et le Hainaut. Pour y échapper, certains se laissent convertir par l'Église. Dans la littérature catholique du XIIIe siècle, les écrits de Jacques van Maerlant, Jan van Boendale et Dirc Potter témoignent de l'étendue de l’antijudaïsme parmi les lettrés.
En 1308, il est attesté des pillages contre les demeures des Juifs, qui sont massacrés par la croisade l'année suivante, à l'exception de ceux qui se sont réfugiés dans le château de Genappe du duc Jean II. Des tueries se produisent, comme celle de Louvain, ou du château de Born, où ceux qui s'y étaient réfugiés dans les alentours seront massacrés. En 1326, un Juif converti est accusé d'avoir fait saigner une image de la Vierge, et est brûlé vif. Cet épisode donnera lieu à la légende antijuive du sacrilège de Cambron.

#### Massacres du XIVéme siècle

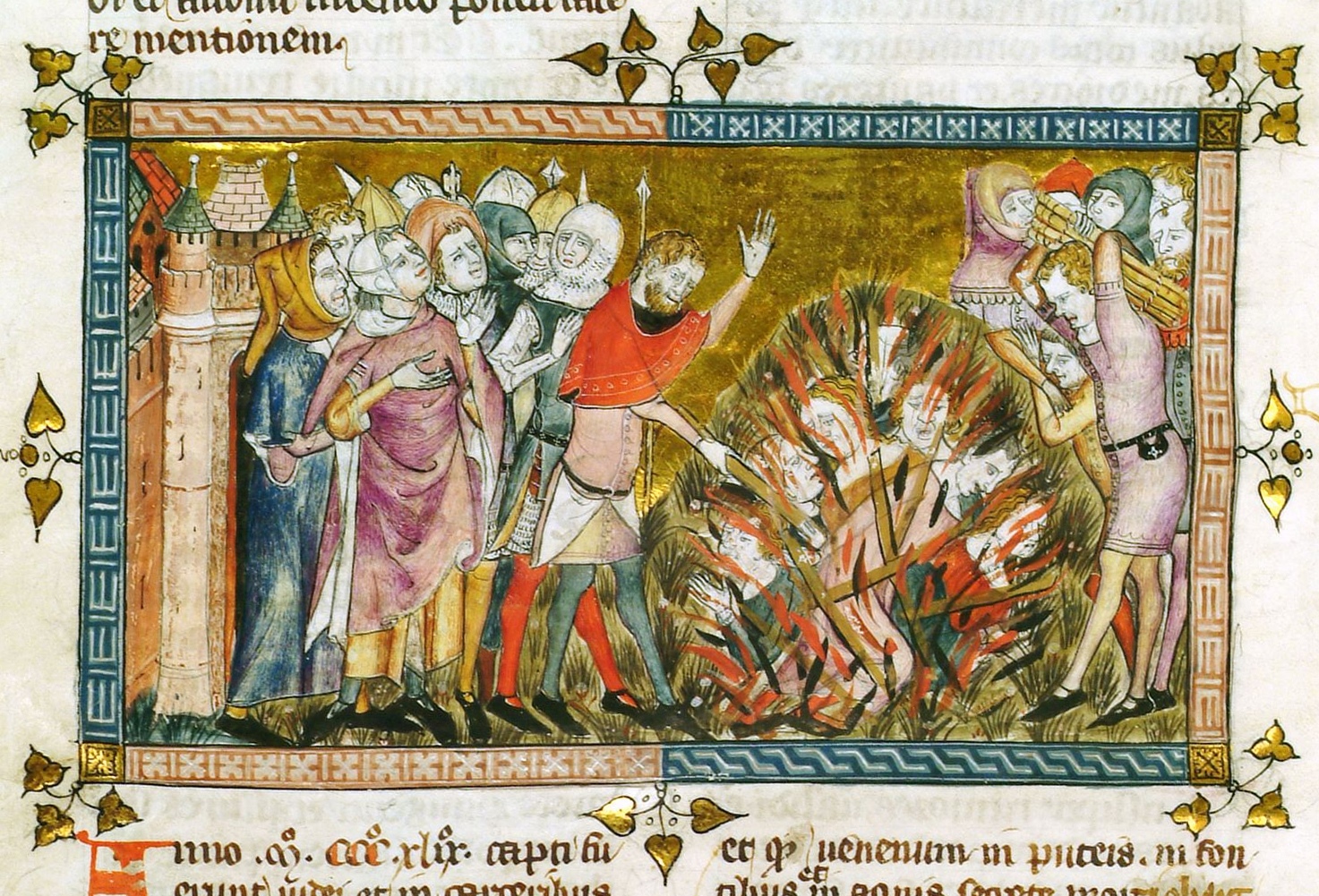
Miniature chrétienne représentant un massacre de Juifs du Brabant durant la période de la peste noire : les victimes sont brûlées vives sur un bûcher.

Vers 1348-1349, face à la propagation de la peste noire, les flagellants répandent l'accusation contre les Juifs d'être auteur de la peste, par empoisonnement, des puits et des fontaines, ainsi, les Juifs périssent de la maladie et de massacre. La rumeur flagellante, est répandue à travers le Brabant au delà des régions limitrophes. Lors du massacre du Sacrement du Miracle, plus de 600 personnes sont massacrées, si l'on s'en tient à la description de Gilles Le Muisit. Le comte de Hainaut en aurait tiré profit, vis-à-vis des créances impayées aux Juifs. la documentation atteste de massacres, tel que la tuerie de Hon, près de Bavay, où deux familles sont brûlées vives le 28 août 1349. Il semblerait que les habitants juifs du Brabant aient été massacrés ainsi que ceux d’Ath. Dans le Hainaut, « on constate leur disparition sans savoir exactement si la mort ou l’exil en est responsable ». Elle atteste également de massacres à Anvers: « beaucoup furent pendus, brûlés sur le bûcher, battus à mort ou noyés ».
En 1370, les dernières familles juives sont accusées de profanation d’hosties et périssent brûlées vives sur le bûcher. Différentes versions racontent le déroulement du massacre, celle de l'historien du XIXe siècle Georges-Bernard Depping, décrit par exemple des tortures de juifs qui se produisent à Enghien. Abondamment relayé dans la culture belge, il donne lieu, après avoir été reconnu par l'Église catholique en 1402, à un culte antijuif des reliques qui ne prendra fin qu’à la fin du xxe siècle ainsi qu’à une importante production iconographique dont une tapisserie, des vitraux et 18 tableaux dans la cathédrale de Bruxelles ou les vitraux de l'église Saint-Nicolas à Enghien. La conclusion d'un poème populaire rédigé à propos du massacre (vraisemblablement au XVe siècle), laisse une idée de l'étendue d'une haine génocidaire chrétienne.
Les Juifs disparaissent de Belgique. Dans certaines régions, ils sont de passage, considérés comme étrangers et menacés par une vindicte populaire, sous l'emprise de l'antijudaïsme de l'Église. Ils sont exposés d'autre part à la concurrence déloyale des banquiers lombards et aux corporations de métier (desquels ils sont exclus), ainsi que contraints de payer des taxes spéciales comme les maltôtes. La seule voie proposée reste la conversion.

#### Inquisition catholique
Du fait des persécutions de l'Inquisition espagnole en 1492 et de l'Inquisition portugaise en 1497, des Juifs s'installent à Anvers. L'Inquisition est imposée aux Pays-Bas espagnols, mais dans une moindre mesure. On peut citer, à titre d'exemple l'année 1541, lors de laquelle, deux personnes refusant la conversion et sont ainsi brûlées vives sur le bucher. En 1549, une ordonnance de Charles Quint retire aux Juifs convertis au christianisme le droit de séjour, les Juifs y étant interdits sous peine de mort.

#### Minorité religieuse
Au XVIIIe siècle, dans les Pays-Bas autrichiens, les Juifs bénéficie de la tolérance, et de la contrainte du payement de taxes discriminatoires, excluant ceux sans ressources, tout en conservant ceux dits « utiles ». Les Juifs sont exclus du droit de bourgeoisie qui impliquait une profession de foi catholique, sous exception. Philippe Pierret identifie pendant cette période, de la marginalisation, à la fois par les pouvoirs politiques locaux et dans les mentalités. À la fin du siècle, la population juive bénéficie de la nouvelle législation de l’édit de Tolérance de Joseph II de 1781,, puis sous Napoléon, le culte israélite est reconnu et s'organise en consistoire par les décrets de 1808 , ayant eu, toutefois, une utilité à la délation.

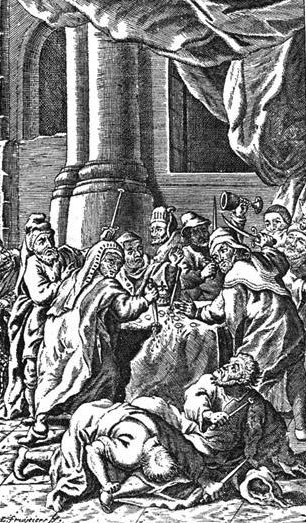
Scène de la légende du Sacrement miraculeux, tapisserie à la cathédrale des Saints-Michel-et-Gudule de Bruxelles.
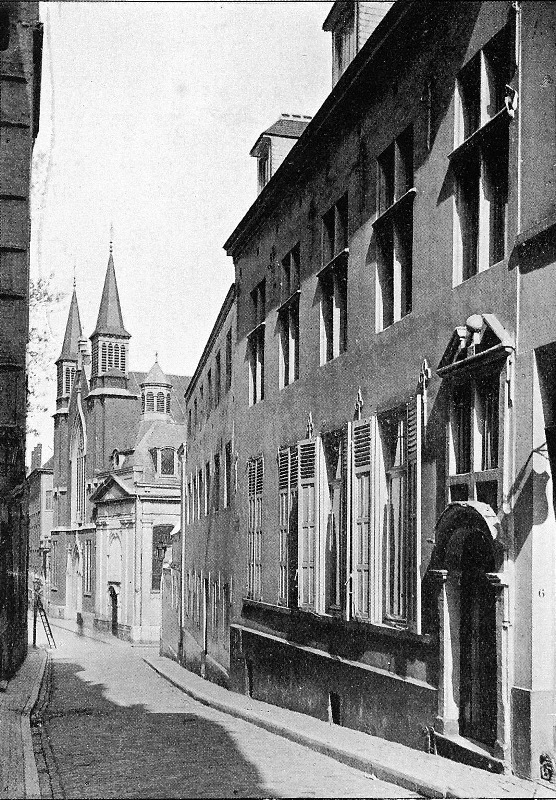
La « chapelle Salazar » au centre (en blanc), construite sur l'ancienne synagogue de Bruxelles après 1370.
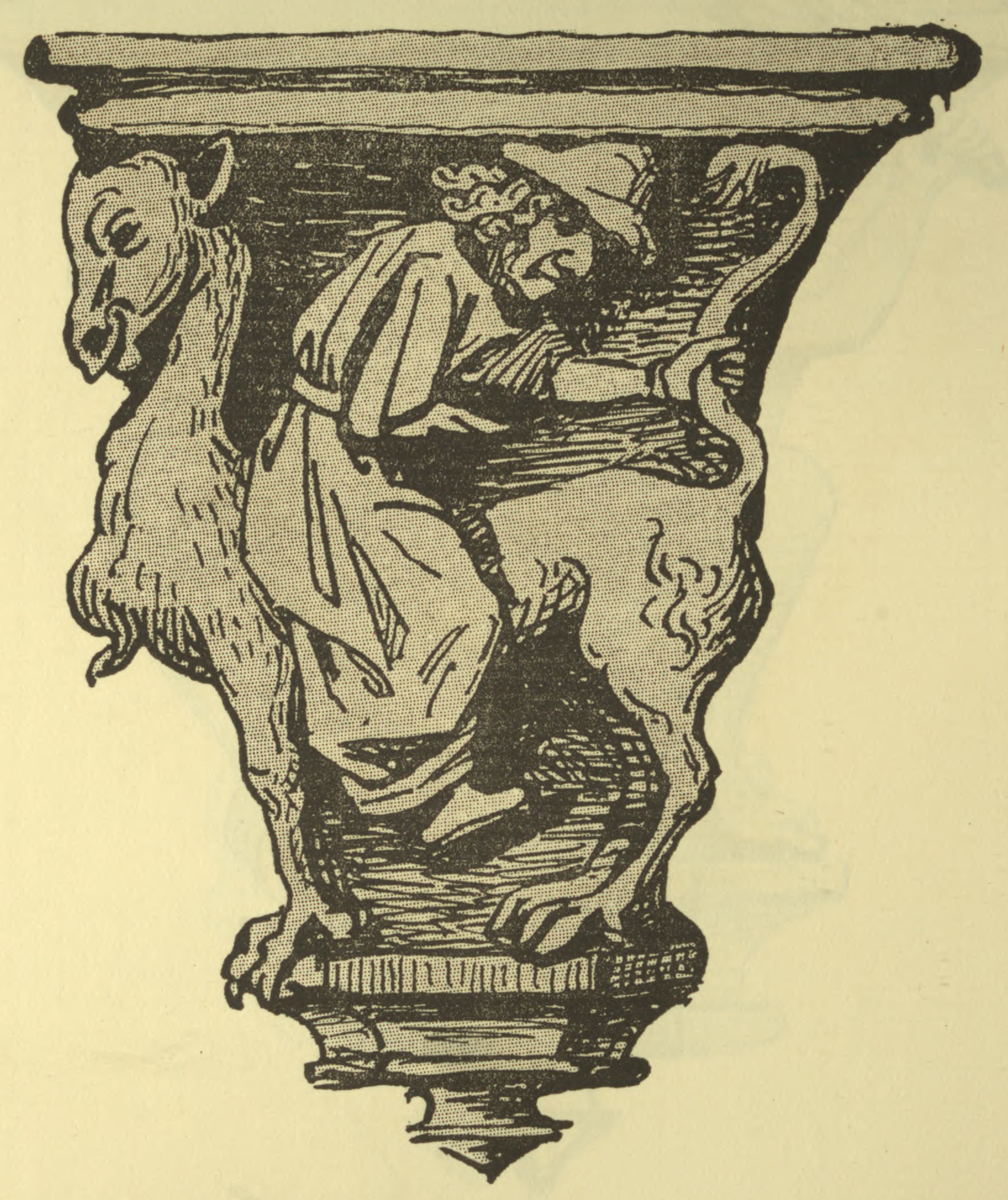
Truie des Juifs sur un pilier de l'église Notre-Dame de la Miséricorde à Aarschot, fin XVe-début XVIe.
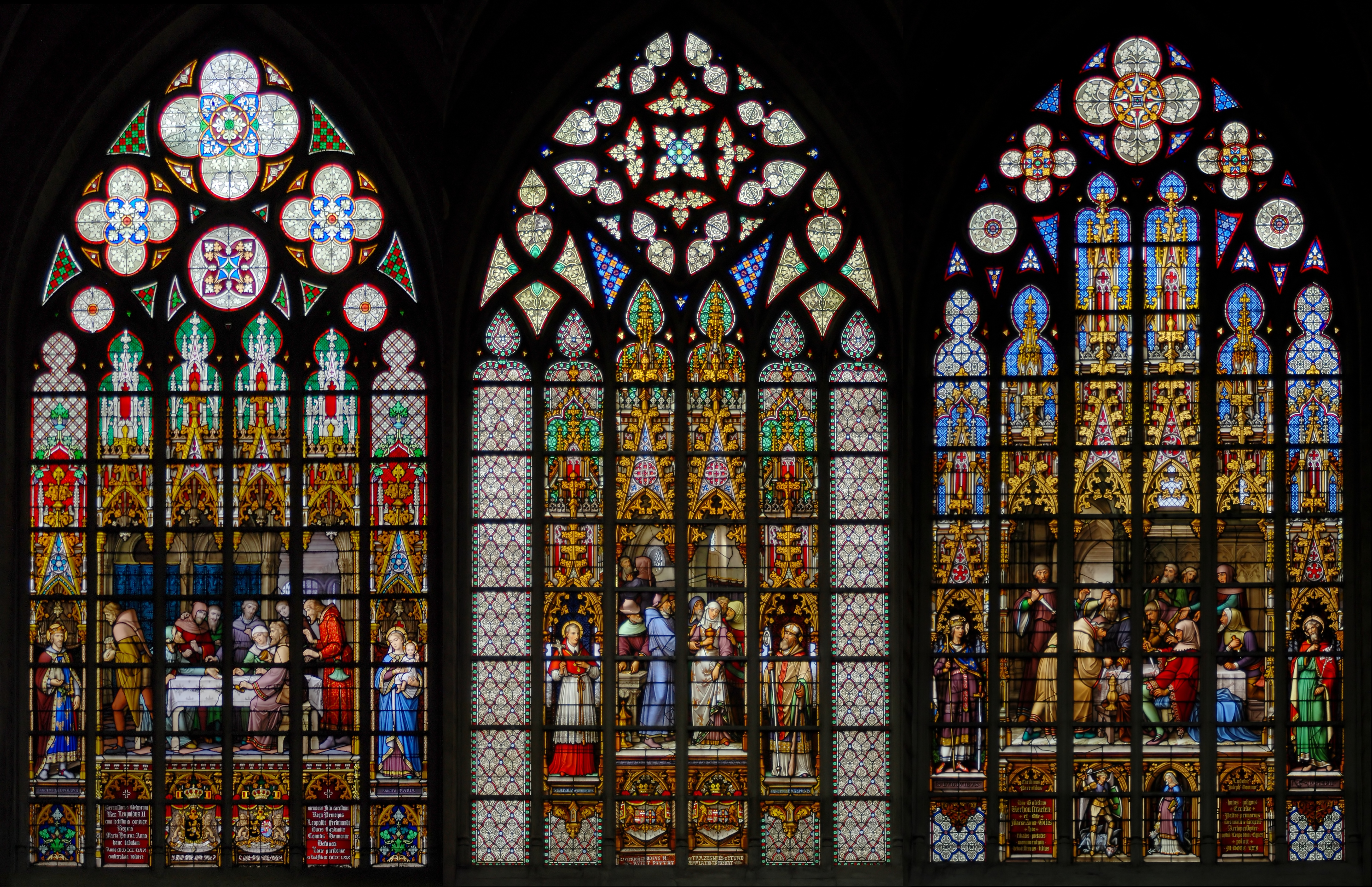
Scènes de la légende du Sacrement miraculeux, Ibid., vitraux sculptés par J.-B. Capronnier en 1870.

### Royaume de Belgique

#### Début duXIXesiècle
Dès le début du XIXe siècle, la Belgique est une terre d'immigration pour les Juifs en raison de la nature du Royaume, qui garantit des opportunités sociales et économiques, mais aussi des libertés constitutionnelles et un rapport de l'État avec l'Église.
Avec l'indépendance de la Belgique, la constitution rompt radicalement avec le passé, l’identité juive relève désormais de l’espace privé. En 1836, le serment antijuif, more judaïco est abrogé et la taxation extraordinaire des Juifs cesse. En contrepartie, l'on témoigne de manifestations d'hostilité.
Concernant le culte israélite, comme le démontre Jean-Philippe Schreiber, il fut véritablement reconnu par un arrêté royal en 1876 : « Le fait que l’État ne reconnût pas formellement l’existence du Consistoire central ni celle des Communautés (…) et l’interprétation que fit le Consistoire des décrets de 1808 pour fonder son existence légale engendrèrent de nombreuses difficultés tout au long du siècle, particulièrement dans les rapports que le Consistoire central entretint avec les administrations communales et les gouvernements d’inspiration libérale ».

#### Fin duXIXesiècle

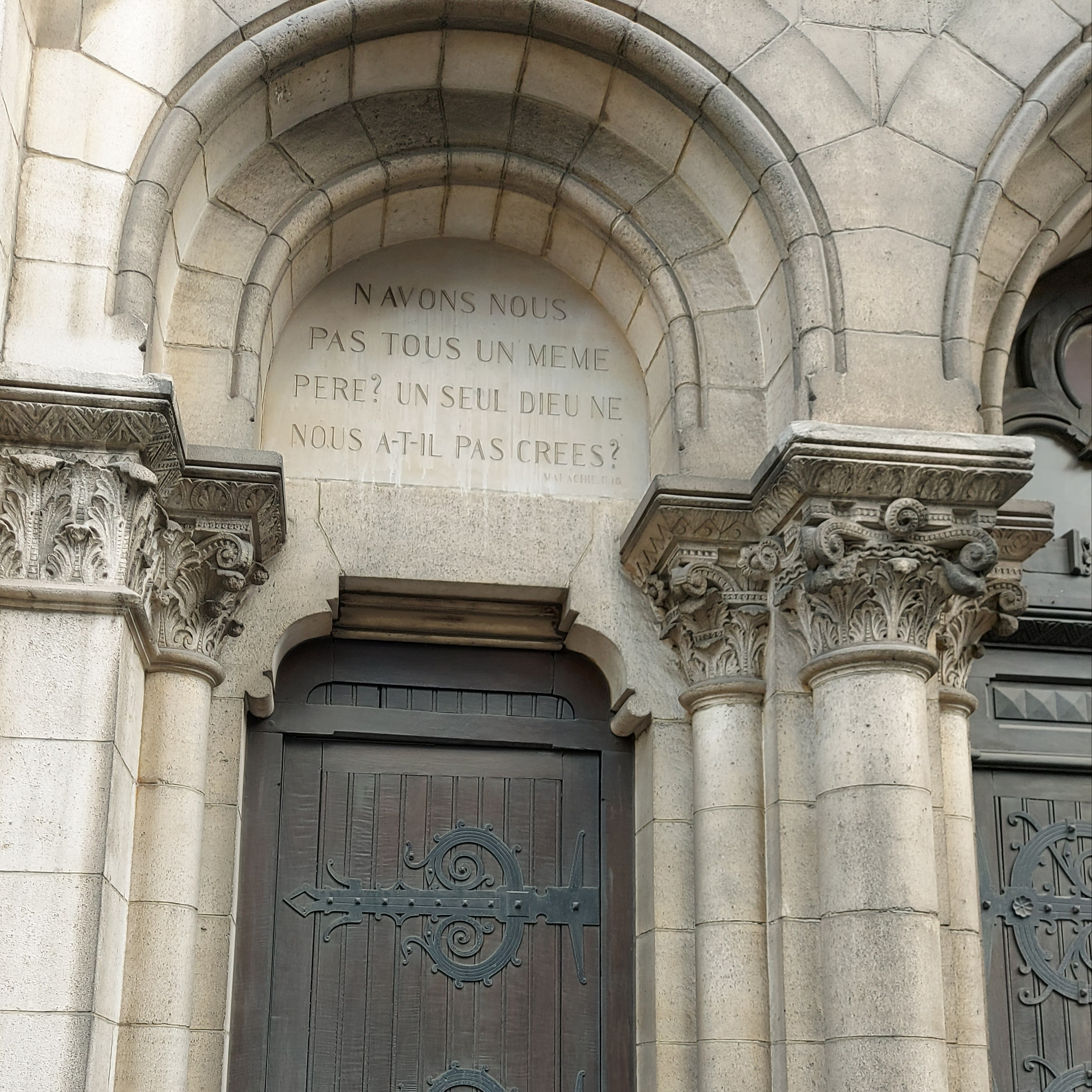
Inscription appelant à la tolérance et la fraternité gravée à l'entrée de la Grande synagogue de Bruxelles (en français et en néerlandais) : « N'avons-nous pas tous un même père ? Un même Dieu ne nous a-t-il pas créés ?» (prophète Malachie)

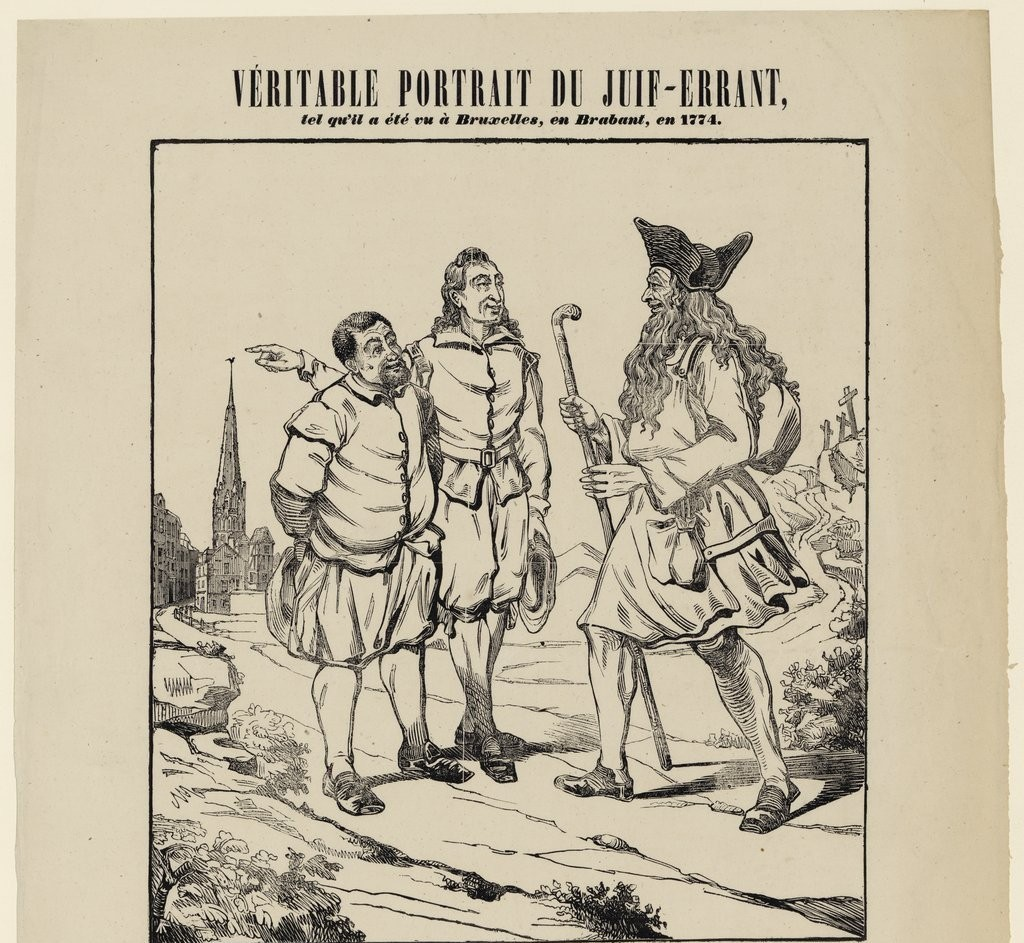
Illustration antijuive du XIXe siècle, reprenant les stéréotypes associés au mythe du Juif errant (Paris).

La fin du XIXe siècle, voit de nombreux Juifs réussir leur intégration à la société belge mais aussi des réticences à l'arrivée d'immigrés juifs de l’Est, et les répercussions de l'antisémitisme de France et d'Allemagne. L'antisémitisme prend de l'ampleur et culmine avec les retombées de l’affaire Dreyfus. Certaines personnes sont ouvertement antisémites, en particulier au sein du jeune Parti ouvrier belge, comme Edmond Picard et Jules Destrée. Edmond Picard porte son discours sur une « lutte des races » et plaide pour des lois antisémites. L'anarchiste français Pierre-Joseph Proudhon, qui avait des vues antisémites marque le socialisme belge lors de son séjour a Bruxelles.
C'est aussi, au travers de l'Église catholique belge et française, qu'émerge un antisémitisme racial : « en réaction au fait que les Juifs se dissolvent peu à peu dans la société chrétienne ». Celui-ci vient se greffer à ce « message chrétien », contre les juifs.
La « question juive » passe au centre des préoccupations de la presse, lors de la deuxième moitié des années 1890. Des attaques contre les personnalités politiques juives, Ferdinand Bischoffsheim et Georges Montefiore-Levi, sont attestées. Maurice Einhorn décrit l'antisémitisme belge comme « mondain », en comparaison à celui en Allemagne caractérisé plutôt comme « populaire ». Il décrit une situation d'antipathie pour les Juifs parmi certains écrivains du jeune État. Guy Jucquois et Pierre Sauvage décrivent quant à eux, la fin de siècle, comme la période du passage de la discrimination ethnique à l’antisémitisme racial. Une réaction antisémite à l’assimilation des Juifs à la société, soutenue par les milieux catholiques.

#### Début duXXesiècle
La Belgique voit l'arrivée de nombreux réfugiés Juifs jusqu'au début du XXe siècle. Néanmoins la nationalité ou le statut de résident permanent n'étaient pas garantis. Ainsi beaucoup de Juifs de deuxième ou de troisième génération vivant en Belgique, restaient considérés comme des « étrangers » par l'État. L'antisémitisme s’exprime notamment à travers le rejet systématique de demandes de naturalisation des « étrangers juifs ».
Bien que peu présent dans la société belge dans son ensemble, l’antisémitisme se manifeste toutefois dans différents milieux. En 1902, le Comité Marnix se proclame ligue contre l’antisémitisme et tente de lutter contre l’antisémitisme. Pour le collectif : « ce mot d’antisémitisme n’est qu’une étiquette qui couvre l’intolérance dans son acception la plus générale, la guerre sans merci déclarée non pas seulement aux juifs, mais aux protestants, aux libres penseurs, aux francs-maçons. ». Le Comité, en outre dirigé par des personnes qui ne sont pas de confession juive, témoigne d'une politique de discrimination non-officielle: « beaucoup de gens continuent pas moins à envelopper tous les juifs d’une commune antipathie, et citent de petits faits particuliers, d’histoires de portières, de racontars dépourvus de toute valeur et de tout intérêt. ». Le Comité témoigne d'actes de vandalisme antisémite : « A diverses reprises ce cri de haine : « A bas les juifs ! » a été affiché sur les murs de Bruxelles ». De plus, le Comité s'inquiète de campagnes ouvertement antisémites dans la presse catholique.

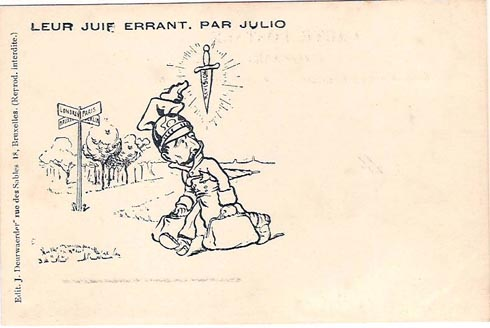
Carricature d'Esterhazy, le coupable dans l'affaire Dreyfus, paru dans le journal dreyfusard La Réforme. L'affaire française génère de l'intérêt dans les milieux libéraux et socialistes : à Bruxelles et à Anvers, il y a même des manifestations et à la Maison du Peuple, « on crie au déshonneur de la France ».

L'attention de la presse à l'affaire Dreyfus est un exemple de l'influence de l'agitation antijuive de l'étranger sur l'opinion publique belge. La presse catholique belge, — qui se distancie du discours racial —, défend le camp anti-dreyfusard, et des préjugés empruntés de l'antisémitisme sont adoptés. Parallèlement, une campagne conte le libéral Jan Van Rijswijck provoque une affaire en Belgique où il est accusé de comploter avec les Juifs, et les Juifs accusés de le soutenir. Les ressources historiques de la période menant à la Première Guerre mondiale ne font pas état d'une action antijuive organisée, et ce n'est qu'à la période d'occupation allemande de la Première Guerre mondiale, que l'on voit apparaître une poussée xénophobe. Les Juifs sont parfois qualifiés de « révolutionnaires » et par d'autres stigmatisations. Le mouvement flamingant qui pendant l'occupation avait collaboré avec l'occupant allemand et visait à une politique pro-flamande, adopte une approche établissant une distinction entre les Juifs « allochtones » provenant de l'immigration récente et ceux considérés « autochtones » .
Lorsque éclate la Première Guerre mondiale, le 4 août 1914, la panique dans les rues se transforme en colère et en passion nationaliste et des émeutiers s'en prennent à tout ce qui est suspecté d'être Allemand. À Anvers, la communauté juive avec une importante population juive d'Allemagne est aussi victime de cette colère. Des familles sont escortées à la gare par l'armée, et la majorité des Juifs Allemands et de Galicie fuient la ville sous les insultes et les railleries, comme en témoigne l'écrivain juif Salomon Dembitzer : « les femmes et les filles belges ont levé les poings contre nous, ont lancé des injures et se sont moquées de nous ».
Face à la crise, de nombreux Juifs survivent grâce aux organisations de charité juives, mais par exemple l'orphelinat juif tombe à court de nourriture et il est décidé d'évacuer les enfants aux Pays-Bas. Le rabbin Armand Bloch est arrêté par les soldats allemands et condamné pour son patriotisme, la presse belge le présente en héros et il devient un symbole de la loyauté juive. Mais vite, l'image des Juifs est ternie dans la presse. Les stéréotypes associent les Juifs aux Prussiens dans une rhétorique anti-allemande et anti-juive. En 1915, Fritz Norden, d’origine juive allemande publie une opinion en faveur de l’invasion allemande et est insulté avec antisémitisme dans la presse. D'après Yasmina Zian, la stigmatisation des juifs est également alimentée par l’idée que le yiddish est une langue proche de l'allemand. Cependant malgré les accusations, la majorité des Juifs y compris les immigrés, restent loyaux et beaucoup se portent même volontaires pour la défense de la patrie. Après la guerre, le Consistoire brandit son patriotisme, et les organisations sionistes, initialement formées en réaction à l'antisémitisme, prennent de la popularité.
Pendant l'entre-deux-guerres, outre l'écho d'affaires antisémites à l'étranger, des liens entre le « sionisme », le « communisme » et la « franc-maçonnerie » sont imaginés par les antisémites. L'ont constate également 
une diminution de l'hostilité au Judaïsme dans la société belge. Dans la presse, on retrouve une certaine banalisation des représentations négatives sur les Juifs. Les années 1920 sont marquées par l'apparition d'une attitude antijuive, distant de l’antisémitisme biologique d'Allemagne. Anvers se transforme en berceau des organisations nazies et antisémite comme la Volksverwering, Vrienden van het Nieuwe Duitschland, NSVAP, De Adelaar, Anti-Joodsch Front, Dietsche Arbeiderspartij et Nationaal Volksche Beweging. Vers 1921, le journal Het Gazet van Antwerpen s'en prend à ce qu'il appelle le « bolchévisme et à la juiverie » et en 1924, le journal Het Vlaams Heelal traitait régulièrement les
Juifs de « vauriens », « voleurs », « bagarreurs » ou bien « apportant des germes de maladie ».
L'Église désapprouvait les actes de violences racistes. Dans les années 1918, les catholiques chrétiens sont plutôt favorables mais ambigus face au sionisme, mais certains gardent l'optique de l'anti judaïsme tandis que d'autres comme le cardinal Mercier souhaitent un protectorat belge en Palestine. À partir de 1926, les catholiques visent à convertir les juifs et adoptent une position ambiguë à leur égard.
Dans la société belge, au sein de l’État, de son administration et de ses forces de polices, la figure négative du judéo-bolchévique est présente ainsi que celle associée aux colporteurs. Le stéréotype du Polonais communiste et petit criminel participe à la stigmatisation des juifs qui sont originaires de Pologne et de Russie. Les juifs sont ainsi victimes d’« une racialisation, d’une criminalisation qui se fait sur une base ethnique et nationale, donc xénophobe ». De leur côté, les communistes établissent la Main d'Œuvre Étrangère en 1927 pour venir en aide aux réfugiés juifs, dont nombreux rejoignent ensuite le Parti communiste (PCB/KPB).
Lieven Saerens décrit un « antisémitisme latent » avant les années trente. D’autre part, F. Caestecker envisage le rejet de l’étranger comme lié à la consolidation de l’État-nation d'après guerre. La naturalisation des individus originaires de pays ennemis est révoquée et le processus de naturalisation est durci, tandis que les Juifs sont sujets à une surveillance policière. Cependant les Italiens, surtout à Charleroi, sont également victimes de cette politique de surveillance. Ceux vivant en Belgique subissent une discrimination concernant la naturalisation : « l’une concernant les non juifs, l’autre concernant les juifs. Les secondes sont systématiquement repoussées ». Alors que les enfants non-juifs reçoivent la naturalisation à l'âge de 16 ans, ceux qui sont Juifs doivent prouver leur résidence de plus de dix ans dans le pays, payer la somme importante de 5000 francs belges et recevoir l'approbation du parlement.

### Années 1930

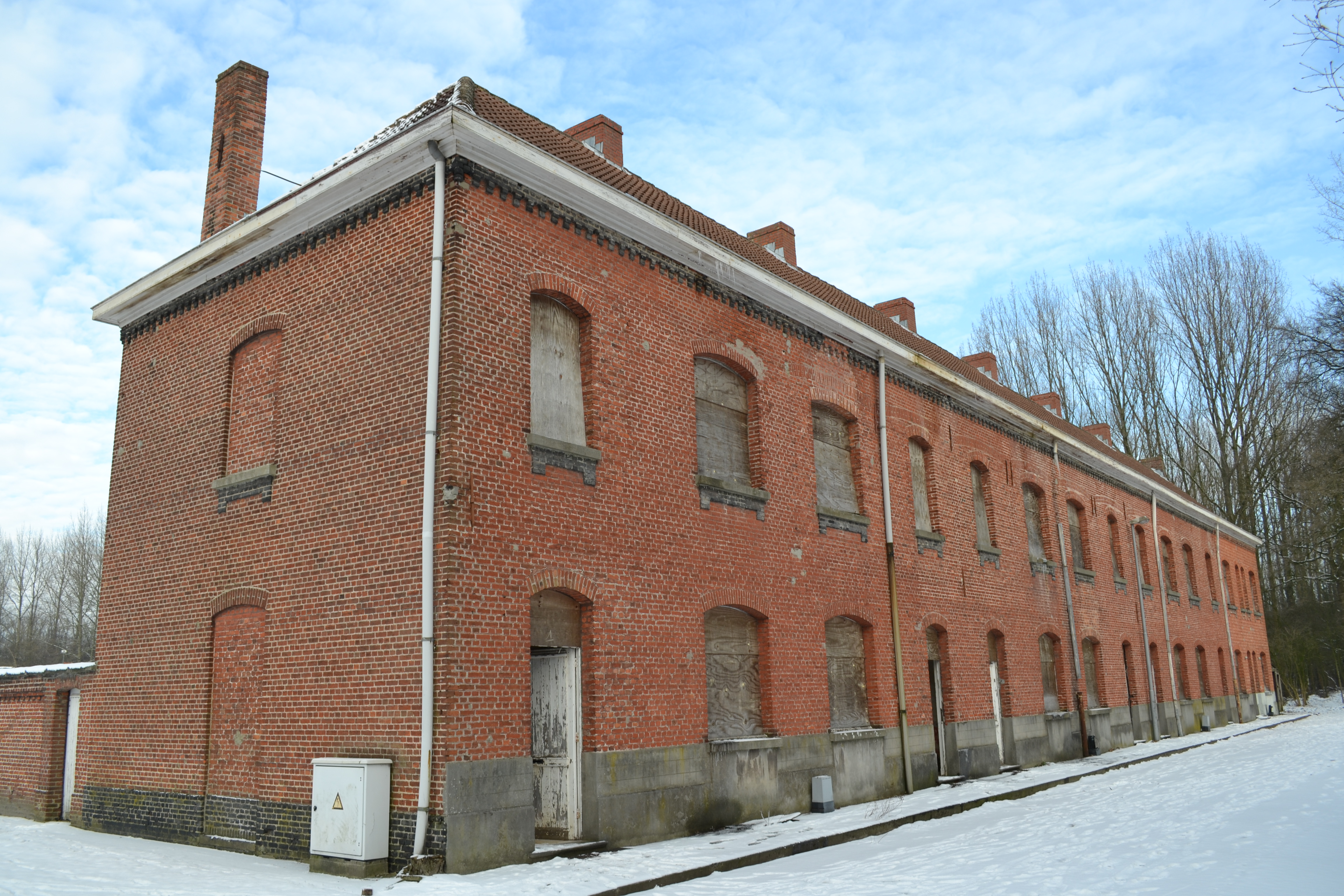
Maison de gardes du camp d'internement à Merxplas.

Pendant la crise des années 1930, la population juive fait face à une pauvreté parfois extrême. Dès le début de la crise, des mesures économiques  organisées contre les commerçants étrangers, sanctionnent les commerçants juifs. En 1934, le commerce ambulant est visé par des taxes et par l’exigence d’un permis, avec une limitation à l'obtention. En 1936, la vente au porte-à-porte est interdite pour la maroquinerie, les épices et autres. Des quotas pour la main d’œuvre étrangère et des mesures anti-immigrés sont mises en place. Beaucoup de Juifs se retrouvent sans revenus, sans indemnités de chômage et subsistent de la charité publique. Certains témoignent d'être contraint de se retourner sur des « ghettos ». Beaucoup d'entre-eux jouèrent un rôle dans les mouvements de grève (comme « Emiel » Akkerman). L'accueil des réfugiés, est accompagné de réactions de xénophobie, tandis que le gouvernement vise à refouler leurs demandes, et que les organisations d'aide juive, les préparent à l'expulsion.

#### Réfugiés de Pologne
Les réfugiés juifs polonais s'installent en grand nombre dans les quartiers démunis de Bruxelles. Leur arrivée suscite de l'inquiétude au sein de la population, qui s'exprime aussi par des réactions xénophobes. Ces réfugiés sont aussi la cible du rejet, de la part de certains Juifs Belges dit patriote.
Les étrangers, dont les Juifs polonais forment le plus grand groupe, sont victimes d'hostilité, formant une main d'œuvre démunie, ils offrent une concurrence aux petits commerçants. Celle-ci se manifeste aussi en y attachant une image stéréotypée du commerçant juif.

Quelques voix s’élèvent contre la banalisation de l'antisémitisme dont celle d’une féministe, Louise Coens qui réfute les stéréotypes : 

« On peut bien penser que s’il y en a, parmi eux, dont toute la famille n’occupe qu’une ou deux chambres, c’est plutôt par nécessité que par goût ! Mais ce sont ces pauvres Israélites, ayant la qualité de Belges ou qui ont été contraints de fuir d’atroces persécutions, dont on incrimine la mentalité et les habitudes 
de vivre ! »

Ou encore par des personnalités politiques qui dénoncent le rexisme, tel que le député PCB, Pierre Bosson qui déclare : 

« Pour les antisémites avoués, elles [les attaques] sont 
une occasion de satisfaire ouvertement leur haine du juif. [.. .] Les antisémites honteux 
préfèrent s’en prendre aux étrangers, mais ce n’est un secret pour personne qu’à travers leur campagne xénophobe camouflée, ils visent à atteindre le seul élément juif. »

#### Réfugiés d'Allemagne
En 1933, avec l'arrivée des premiers réfugiés Juifs allemands, le Conseil des ministres fait le choix de restreindre sa politique d'accueil, fait le choix de catégorisé les réfugiés juifs d'« illégaux » et fait le choix de  fermer les frontières, en 1939. Les arrestations de ses réfugiés, rafles, sont critiquées par Camille Huysmans et Paul Baelde. Le gouvernement décide toutefois d'accueillir sur son territoire des enfants juifs, et de faire des « gestes humanitaires ». Ils seront logé dans des homes juifs, tels, les homes Général Bernheim et Herbert Speyer du Comité d’Aide aux Enfants réfugiés juifs, créé par Max Gottschalk. D'autres enfants juifs, immigrent seuls et se retrouvent isolés. Leur expulsion vers l'Allemagne nazie, provoque des réactions d'émoi dans une part de la presse belge. Ilex Beller, arrivé à Anvers à  l'âge de 14 ans, fuit, et se réfugie en France.
Au parlement, la droite soutient la politique contre l'accueil des réfugiés, tandis que la gauche est départagée sur la question. L'opposition cite des inquiétudes économiques, politiques, identitaires et sociales. Comme argument particulièrement répandu, le refus d'accueillir des réfugiés juifs servirait à prévenir d'une menace, de la montée, de l’antisémitisme dans la société. Des clichés antisémites virulents se retrouvent dans la presse d'extrême-droite, comme Le pays réel qui compare les réfugiés juifs à des sauterelles porteuses de maladies.

D'après l'historien Jean-Philippe Schreiber : 

« Si les frontières belges restèrent relativement perméables, cela ne doit pas masquer un fait bien réel, rapporté régulièrement par la presse durant les deux années qui ont précédé la guerre :l’on arrêtait quotidiennement des fugitifs qui erraient dans les forêts entre gardes-frontières belges et allemands, et on les renvoyait souvent vers l’Allemagne. Certains préférèrent se suicider au seuil même de la liberté, comme le rapportèrent plusieurs dépêches. D’autres – sans que l’on puisse déterminer leur nombre – trouvèrent selon la presse juive anversoise la mort en errant dans les forêts de la région d’Eupen-Malmédy, en raison du froid polaire qui sévit durant une partie de l’hiver 1938-1939. »

En 1938 est créé un camp de concentration, le camp d'internement pour réfugiés juifs à Merxplas. L'État considère que les persécutions raciales en Allemagne n'entrent pas dans le cadre juridique prévu pour autoriser l'accès du territoire et opte pour l'expulsion des réfugiés juifs. d'autres camps sont ouverts à Marchin, Wortel, Hal et Marneffe. Ces centres sont envisagés dans un « antisémitisme ambiant », pour des réfugiés jugés indésirables. Ils servent également à empêcher que ceux-ci se mêlent à la population. Les réfugiés sont internés dans de mauvaises conditions et sont contrôlés par des gardiens relevant de l’administration pénitentiaire. Ils sont ainsi privé de leurs libertés. Les premières nécessités (les vêtements, la nourriture, les soins médicaux, etc) sont pris en charge non pas par l'État mais par les réfugiés eux-mêmes, avec un soutien d’associations communautaires, tel le Comité d’Aide et d’Assistance aux Victimes de l’Antisémitisme en Allemagne (CAAVAA). Avec l'occupation de la Belgique, nombre des hommes, des femmes et des enfants n’échappèrent pas aux rafles, aux dénonciations et à la déportation. De 1939-1940 le Comité d’Assistance aux Réfugiés juifs offre aux réfugiés, le plus souvent dépourvus de moyens, un soutien matériel, une aide médicale et un conseil juridique.
La Nuit de Cristal constitue en Belgique, un basculement. Les persécutions nazies sont condamnées à la fois dans la presse et par des manifestations dans les rues, ce qui pousse le gouvernement à repenser sa politique d'expulsion des Juifs. Avec l'invasion de la Pologne en 1939, les Juifs d'Allemagne font face à une nouvelle poussée xénophobe, étant alors perçus comme étant une « cinquième colonne » en Belgique.

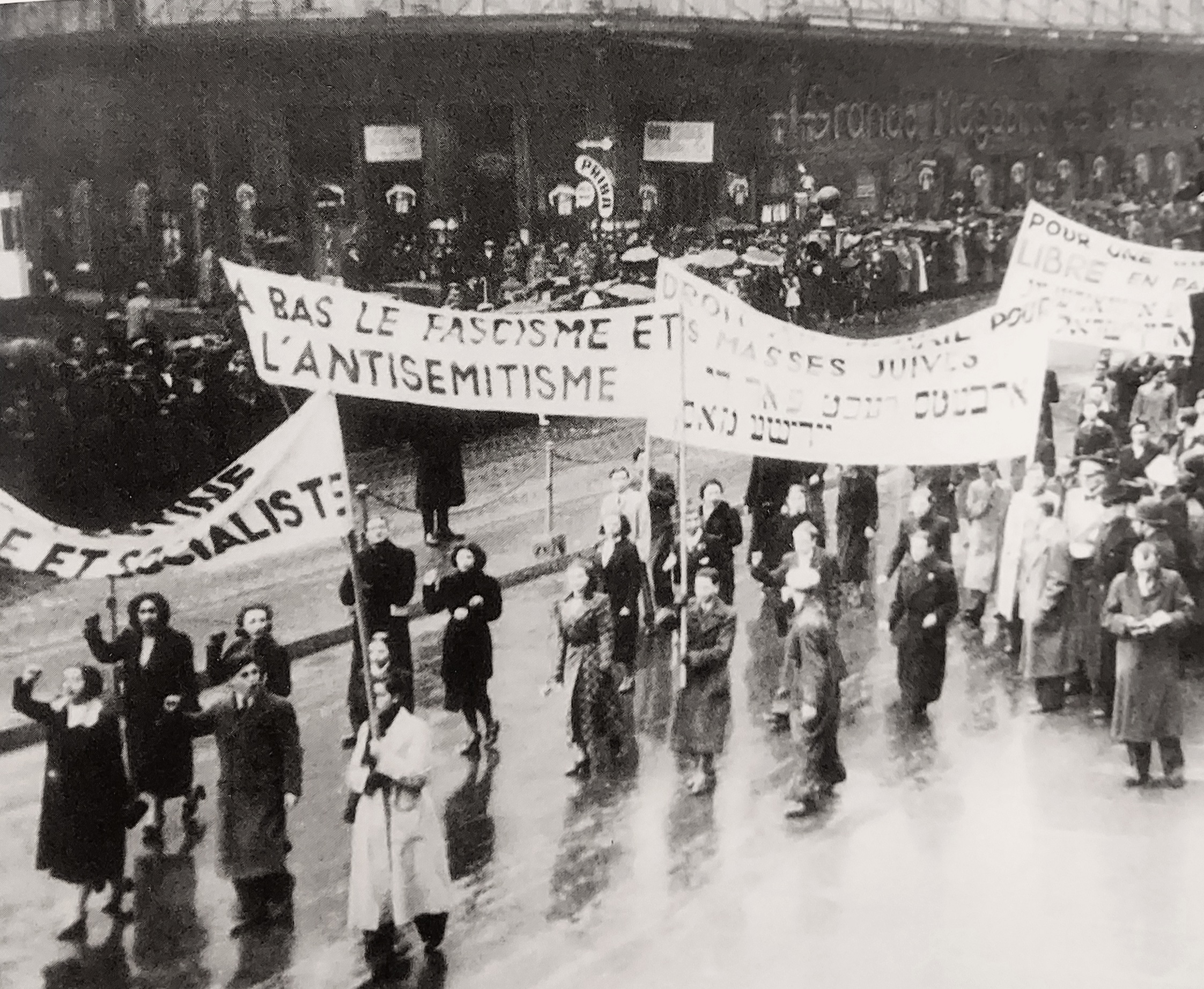
Manifestation en 1936. Une banderole indique :« À bas le fascisme et l'antisémitisme ».

Pour Lieven Saerens, ce n'est qu'avec l'arrivée de milliers de réfugiés juifs allemands et autrichiens en 1933, que l'image des juifs se détériore à Anvers et aurait évolué « d'une ville cosmopolite à une ville intolérante ». Des organisations antisémites voient le jour, dans les milieux, catholiques, bourgeois et nationalistes. Avec l'arrivée du nazisme au pouvoir en Allemagne, les mouvements nationalistes flamands se radicalisent et adoptent également une antipathie envers les Juifs.

#### Montée du Nazisme
En parallèle à la montée du nazisme en Allemagne, des attaques raciales sont émises contre les Juifs. Le rexisme, organisé en Belgique par Léon Degrelle, opte pour des attaques raciales en privilégiant l'antisémitisme économique. Ainsi, le thème avancé d'une « abondance de l'immigration juive » comme un danger pour la société est repris ainsi que celui d'un péril de la « concurrence déloyale juive ». Fondé sur le national-socialisme allemand, et le fascisme italien, il instrumentalise la haine raciale, et fait campagne politique sur la  peur de la crise économique, mobilisant les classes moyennes, son principal électorat,. Le parti rexiste se lance dans une campagne antijuive, déshumanisant les Juifs.
Le 16 janvier 1936, une personne juive, Henri Buch, est nommée Juge au Tribunal de Première instance d'Anvers, entraînant l'agitation des milieux antisémites et une opposition à sa nomination au sein des institutions de justice. Une discrimination, événement unique des annales judiciaires de Belgique.
Les antisémites sont encouragés par des agents nazis, et un parti nazi se forme. Les provocations antijuives se multiplient à Anvers, par exemple le 23 avril 1933, cinq membres de la milice Dinaso vont chercher la provocation dans le quartier juif armés de matraques, mais ils seront « pris en main et solidement rossés » par des habitants du quartier. Ce n'est que le 6 décembre 1938, que l'organisation Volksverwering forte d'une centaine de personnes, parvient à défiler dans le quartier juif sans être stoppée. En 1937, des menaces de mort sont distribuées dans les boîtes aux lettres de Juifs et des fenêtres de synagogues et de maisons juives sont brisées. Les incidents antisémites deviennent quotidiens et les avocats juifs sont exclus de la Conférence flamande du Barreau d'Anvers. En particulier, les groupes Verdinaso et la Légion nationale lancent une série de violences contre des Juifs. par exemple début 1939, environ cinq autobus chargés de membres du Verdinaso s’arrêtèrent au milieu du quartier juif pour « tuer tous les Juifs et qu’ensuite ils jetteraient tous leurs biens au feu ». La ville d'Anvers est sujette à une vague d'antisémitisme, principalement dirigée contre les Juifs dans l'industrie du diamant. En août 1939, des attaques similaires à des pogroms sont menées par des nationalistes flamands. Des émeutes qui débordent et s'en prennent à des commerces juifs, « 100 personnes, traversa le quartier en hurlant des slogans antijuifs. La police tenta de calmer les gens et de les faire rentrer chez eux paisiblement. ». Le parti rexiste qui déjà utilisait une rhétorique antisémite, atteint une nouvelle virulence en 1940, par l'utilisation des stéréotypes, par des articles menaçants et par le recours à la violence, y compris contre les propriétés juives.
Marion Schreiber parle d'une cohabitation pacifique qu'elle illustre par l'accueil des réfugiés du Saint Louis en 1939, alors que les autres nations les avaient rejetés. Anne Morelli, remet en question la perception d'« une terre d'accueil ». Elle cite une volonté de la Belgique d'empêcher l'arrivée de réfugiés juifs italiens fuyant les mesures antisémites de 1938, en rétablissant le visa obligatoire depuis l'Italie. De plus, elle considère que les Juifs fuyant l'Allemagne nazie ont fort souffert des limitations de l'asile, en particulier en les déportant en France. Parmi ceux déportés dans des camps en France, figure par exemple l'artiste Kurt Lewy ou le Premier violon de l'Orchestre philharmonique de Vienne, Fritz Brunner.
La fin des années 1930, est marquée par une peur d’être envahi par l’étranger, une peur qui prend des allures parfois obsessionnelle pour certains Belges.

## Shoah en Belgique

### Mise en place de persécutions antisémites
Lorsque éclate la Seconde Guerre mondiale, beaucoup de Juifs émigrèrent, dès mai 1940 vers la France et dans la direction des pays libres : principalement la Grande-Bretagne, les États-Unis et la Suisse. Les persécutions en Belgique s’amplifiant. D’octobre 1940 à septembre 1942, l’administration militaire nazie a édicté 18 décrets antijuifs.
« Après une phase préparatoire (octobre 1940 – février 1942), où l’occupant s’employa à repérer, à isoler et à étouffer économiquement la population juive de Belgique, vint la phase d’extermination. Deux décrets, l’un du 2 mars et l’autre du 8 mai 1942, imposèrent aux juifs le travail forcé... ».

### Problématique de la reconnaissance des responsabilités belges

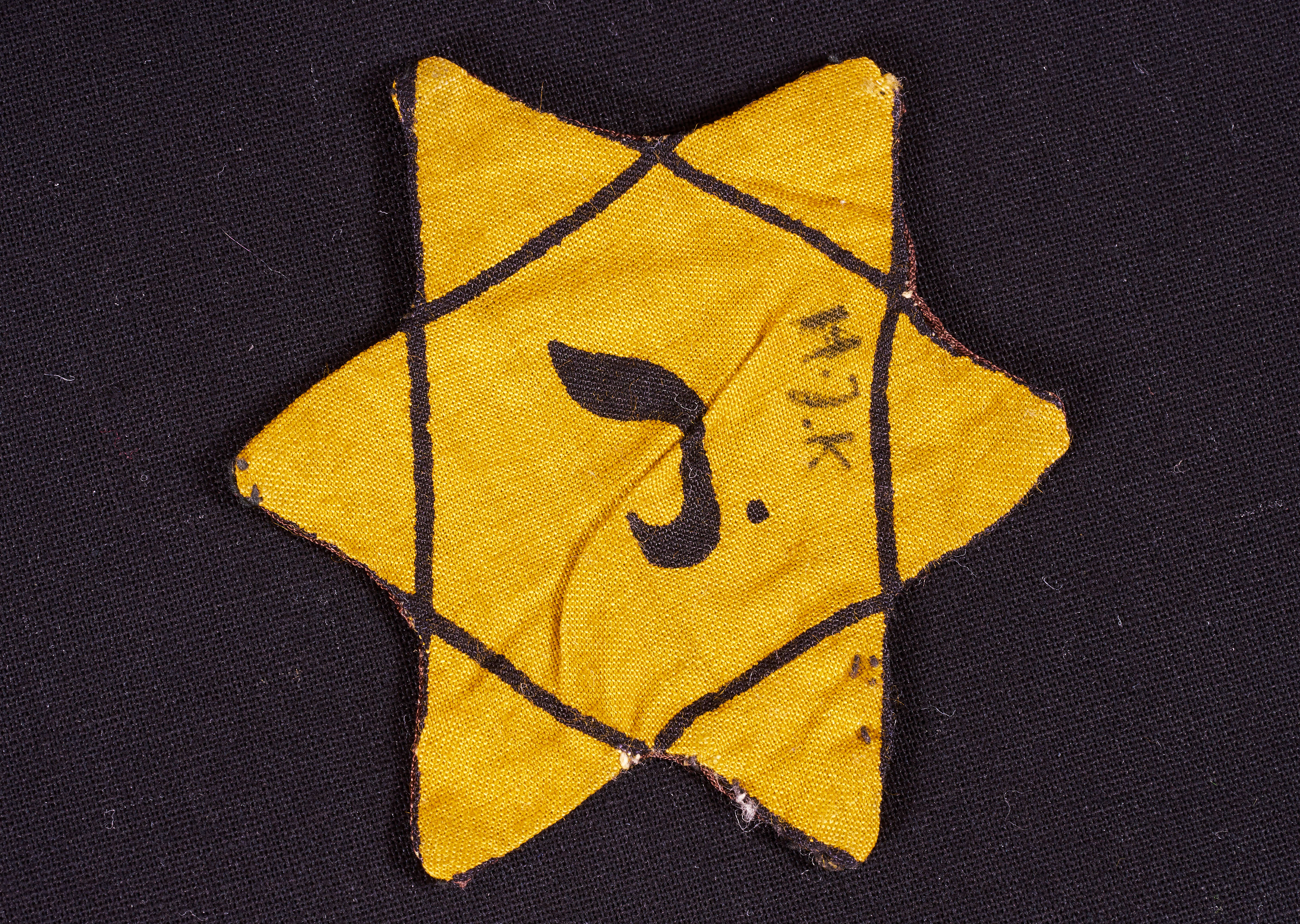
Version belge de l'étoile jaune.

Dès le début de l’invasion allemande, le 10 mai 1940, de nombreux réfugiés juifs d'Allemagne considérés comme ressortissants d’un pays ennemi, sont arrêtés par la police belge puis internés dans des camps de prisonniers en France, comme dans le cas du peintre Felix Nussbaum. Nombre des réfugiés juifs restant, forment alors des groupes spécifiques de résistance à l’occupant nazi. Sous occupation, la Belgique collabore économiquement avec l'occupant nazi. D'après les travaux de Jean Velears et Herman Van Goethem, la «Question royale» joua un rôle sur la « question juive », la collaboration, en particulier dans le cas de la déportation des Juifs étrangers.
Le 14 avril 1941, sous l'occupation allemande, 200 à 400 membres de la Zwarte brigade de la VNV et de la ligue antijuive Volksverwering saccagent 200 magasins juifs et incendient et saccagent deux synagogues lors du pogrom d'Anvers, ainsi que des bâtiments dont la maison d'un rabbin,.
À l'été 1942, la police locale d'Anvers arrête de façon autonome 1 243 Juifs, tandis que à Bruxelles les autorités communales refusent de distribuer l’étoile jaune et d'ordonner une rafle à leur police mais « Il convient toutefois de souligner que jusqu’alors, elles ont suivi scrupuleusement la piste de la collaboration maximale ». Des rafles furent organisées par la Gestapo et 25 437 Juifs furent déportés via la caserne Dossin à Malines et 4 534 via Drancy en France. 43% des Juifs de Belgique sont déportés. L'administration municipale anversoise collabore avec l'occupant allemand dans l'implémentation des mesures antisémites, tandis que celle de la ville de Bruxelles réagit plutôt avec une résistance passive.
En 2002, lors de la commémoration des 60 ans de la déportation des Juifs de Belgique, le Premier ministre Guy Verhofstadt formule les excuses officielles de la Belgique et reconnaît la collaboration des autorités belges. Le rapport La Belgique docile de 2007, documente la responsabilité et la collaboration active des autorités belges quant à l’identification, la persécution et la déportation des juifs belges: « L’enquête...n’ a au bout du compte pas seulement débouché sur une étude systématique de la collaboration administrative avec l’ occupant, mais également sur une large analyse de plusieurs caractéristiques politiques et culturelles de la société belge dans la période allant de 1930 à 1950 ». David Frasser parle de collaboration passive concernant la légalisation et l'application des mesures de persécutions (dites affaires juives) par le système judiciaire. La conclusion du rapport souligne « le manque de préparation juridico-administrative à une seconde occupation, mais également la culture xénophobe, parfois antisémite de l’élite dirigeante, ainsi que, globalement, le déficit démocratique dans les années 1930 et 1940, peuvent être considérés à cet égard comme décisifs. L’État belge aurait ainsi adopté une attitude docile en accordant dans des domaines très divers mais cruciaux une collaboration indigne d’une démocratie à une politique désastreuse pour la population juive (belge comme étrangère) ». En janvier 2013, le Sénat reconnaît à l'unanimité la « responsabilité de l'État belge » dans la persécution des Juifs en Belgique pendant la Seconde Guerre mondiale.
Concernant le rôle de l'antisémitisme de la société dans le génocide, Lieven Saerens affirme que la plupart des policiers belges qui participaient aux rafles étaient indifférents et se retranchairent derrière les décisions de leurs supérieurs, mais il relativise en affirmant qu'ils n'étaient pas tous des brutes, certains après la guerre ont porté plainte contre leurs anciens collègues qui avaient employé une violence excessive. Des volontaires flamands de l’Algemeene-SS Vlaanderen y participaient, avec enthousiasme. Pour la milice Algemeene-SS Vlaanderen « les Juifs n’étaient pas des hommes, mais des groupes qu’il fallait dénoncer, précipiter dans les escaliers puis fourrer dans des camions à bestiaux bondés. Les enfants – nourrissons compris – y étaient à l’occasion littéralement jetés ». Selon un rapport, adressé à la Sûreté d'État en 1942, le public aurait été choqué de la violence de la rafle d'Anvers d'août 1942. Insa Meinen reconnaît également l’importance de l’antisémitisme ambiant dans la persécution des Juifs, tout en relativisant son importance.
Les autorités belges sont imprégnées de xénophobie et de « réflexes parfois inconscients d’exclusion ou de marquage social ».
D'après Dan Mikhman, le Gouvernement belge en exil qui connaissait les intentions nazies, adopte une attitude passive et décide de ne pratiquement rien faire pour les sauver. Toutefois, la radio belge de Londres, diffuse des messages encourageant la population à exprimer de la sympathie pour la minorité juive. À l'opposé, certains journaux en territoire occupé, encouragent à la dénonciation, par exemple, un journal titre : « La chasse est ouverte ». Alain Libert parle d'un « coup de main pour déporter » : à la fois à Anvers, à Bruxelles et à Liège. Tandis que l'Église garde le silence sur les persécutions dont les Juifs sont victimes.
En ce qu'il en est du clergé, il joua un rôle pour offrir une cache, dont l'exemple du prêtre Louis-Joseph Kerkhofs qui sauva des centaines de personnes, dont de nombreux enfants cachés dans des couvents. À Namur, l’abbé Joseph André organise chez lui un accueil clandestin pour cacher des Juifs. Face à l’antisémitisme, de nombreux catholiques font de la charité à l’égard des Juifs persécutés : « faire passer des Juifs en pays neutre, les cacher dans des couvents, séminaires, écoles, recueillir les enfants en les cachant dans les campagnes, délivrer de faux papiers ou de faux certificats de baptême, etc. ». Le cardinal Van Roey était quant à lui opposé au national-socialisme mais décide de fermer le Bureau catholique pour Israël (BCI), créé en 1936 pour combattre l’antisémitisme catholique, pour motif de « conciliation », une fois que des Juifs d'Anvers furent déportés il tente de leur venir en aide de manière discrète. De même pour de nombreux Belges, qui font le choix de cacher des Juifs malgré le danger encouru. Certains le font néanmoins avec un but lucratif, faisant payer parfois cher les personnes cachées. D'autres Belges dénoncent les juifs dont ils connaissaient la « cachette », par antisémitisme et pour la prime.
Concernant la résistance, la survie des Juifs aurait été une préoccupation secondaire, à l'exception d'une action pour libérer le XXe convoi organisée par Youra Livchitz, ainsi que de l'élimination du directeur de l'AJB Robert Holzinger, pour sa collaboration.
Au niveau de l'éducation, l'administration belge de collaboration fait bannir les professeurs et les étudiants des universités et les écoliers du système scolaire, sans que cela provoque beaucoup d'émoi. De ce fait : « toute une jeunesse se retrouve isolée et stigmatisée, en violation des valeurs garanties par la Constitution ». À l'Université libre de Bruxelles, les services administratifs ont procédé à une « exécution passive » des ordonnances allemandes. Il n'y aura pas de mouvement de solidarité, mais l'Université trouve une sorte de compromis en mettant les professeurs en non-activité.
En 2019, une enquête met en évidence la participation de collaborateurs flamands, bruxellois et wallons dans un massacre de masse, celui de 6 000 femmes juives du camp de Stuthof, en Pologne : « certains décrivent le plaisir qu’ils ont éprouvé à exécuter ces femmes, dans leurs écrits d’après-guerre ».

### Problématique de la restitution

#### Spoliations
En mars 1941, en particulier au travers de la Brüsseler Treuhandgeselschaft (BTG) créé sous forme de société de droit belge et de la Société française de Banque et de Dépôts  (SFBD), l'occupant allemand met en place le pillage des ressources juives : les comptes en banques, le produit de la vente de fonds de commerce, de propriétés immobilières et d’autres biens. Dès janvier 1942, l'occupant procède à la confiscation des meubles et mobiliers et au pillage du patrimoine culturel. Concernant les entreprises, dès avril 1942, l'occupant initie une liquidation des quelque 7 700 d’entre elles et en « aryanise » 200 ou 300, en les offrant à des tiers. Concernant l'industrie du diamant, les diamants sont saisis ou confisqués, et le reste est acquis grâce à une promesse de déroger temporairement à la déportation en échange de diamants et d'argent.

#### Discrimination à l'encontre des victimes
Comme le fait remarquer Rudi Van Doorslaer, le gouvernement belge a appliqué une « discrimination à l'encontre des victimes de guerre juives » :

« En vertu des lois de 1945 et de 1947 sur la réparation des dommages de guerre, la majorité des victimes juives n'étaient pas habilitées à réclamer une indemnisation. Il fallait en effet posséder la nationalité belge, une clause qui excluait par définition près de 95 % de la population juive de Belgique. En outre, la loi sur les prisonniers politiques ne prenait pas en compte les victimes de déportation et de persécution pour motif racial »

Du fait de cette politique, les restitutions ont été difficiles, ainsi la plupart des meubles et articles ménagers pillés ne seront pas l'objet de restitutions (jusqu'en 1965). Toutefois concernant le secteur diamantaire, la Belgique parvient à récupérer la plupart des diamants en Allemagne et ainsi rétablit cette industrie lucrative de la ville d'Anvers.
De septembre 1944 à la fin des années 1960, les restitutions sont néanmoins menées au sein d'un Office de Récupération Économique, d'un Office de gardien des biens, d'un Office pour les dommages de guerres et d'autres, dont l'Office des séquestres qui joua un rôle primordial. Les processus de restitution des biens volés étaient complexes et la procédure judiciaire, coûteuse. Nombre des biens culturels retrouvés ne sont pas restitués et font plutôt l’objet de ventes aux enchères. Une des principales difficultés à la restitution concerne le fait que presque la moitié des Juifs du pays ont été tués — la plupart en famille — et que les tribunaux exigeaient la demande d'« un ayant-droit », ce qui rendait impossibles de nombreuses procédures de restitutions (les ayants-droit ayant été tués).
Le cas des rescapés juifs — ou des déportés — étrangers de nationalité allemande et autrichienne, fait l'objet d'un traitement particulier. Ceux-ci furent traités comme « ennemis » et leurs biens se retrouvèrent dans les mains de l'État (à l'exception de cas de présentation d'un certificat indiquant « non-ennemi » à partir de 1947). En janvier 1962, l’État belge réalise un nouveau profit financier, par la vente publique des biens des « internés juifs » d'avant-guerre, sans consultation de leurs propriétaires ou de leurs familles.
Concernant la restitution des biens artistiques et culturels, la commission de l'ORE constate que « seulement 1,2 % du contenu des bibliothèques confisquées et 7 % des œuvres d'art volées à des collectionneurs juifs furent rendus à leurs propriétaires ». Le reste des biens volés se retrouva dans les musées et établissements culturels belges, s'ils n'avaient pas fait l'objet d'une vente au sein du palais des Beaux-Arts.
Concernant les spoliations dont les juifs ont été victimes, la Belgique a été le dernier des pays européens à créer une commission d'étude sur la restitution des biens  volés, seulement en juillet 1997. L'enquête de la commission Buysse découvre que les banques n'avaient pas recherché les héritiers ou les propriétaires titulaires de comptes, en contradiction de leurs affirmations. L'enquête met également en évidence que les autorités belges avaient saisi de l’argent spolié par les Allemands, sans en chercher les propriétaires légitimes. Et de plus, le gouvernement belge avait obtenu 80 millions de Deutsche Mark de réparations du gouvernement allemand en 1960, pour « ceux qui avaient été poursuivis pour raisons politiques et raciales ». Mais le gouvernement en avait pourtant exclu la plupart des rescapés juifs sous prétexte qu'ils « n'avaient pas la nationalité belge en 1940 ». En outre, comme autre dysfonction, à Anvers, des biens immobiliers juifs avaient été assignés à des services de gérance privés (Verwaltung), ce que la commission d'enquête juge « déconcertant ». Le 20 décembre 2001, une loi de dédommagement pour les biens spoliés est adoptée au terme des travaux de la Commission Buysse, et des indemnités sont versées en 2008 à une « Fondation du Judaïsme de Belgique », créée à cet effet.
En septembre 2019, l'Association pour la Mémoire de la Shoah (AMS) organise un événement La libération n’a pas été la même pour tous. Elle met en évidence que les actionnaires et les dirigeants des entreprises qui collaborèrent pour dépouiller les biens, les domiciles, les assurances, les commerces, les œuvres d’art et les sociétés des Juifs déportés, n'ont pas été traduits en justice et au contraire certains ont formé grâce aux fonds des victimes juifs des entreprises lucratives, dont  certaines seraient cotées au Bel 20, et seraient ainsi proches de l'État. En 2022, le journal De Standaard démontre que de nombreuses oeuvres d'art exposées dans les musées belges sont des œuvres d'art pillées.
L'AMS déplore, que contrairement aux cas du Pays-Bas et de la France où les autorités « ont indemnisé les survivants et les descendants des déportés Juifs vers les chambres à gaz par leurs chemins de fer nationaux » , la SNCB n’a rien entrepris, alors qu'elle avait perçu plus de 100 millions de francs belges, volés aux Juifs déportés. Le 1er avril 2019, la Chambre des représentants vote pour la mise sur pied d'une enquête sur le rôle joué par la SNCB dans la déportation de juifs.

### Problématique de la mémoire

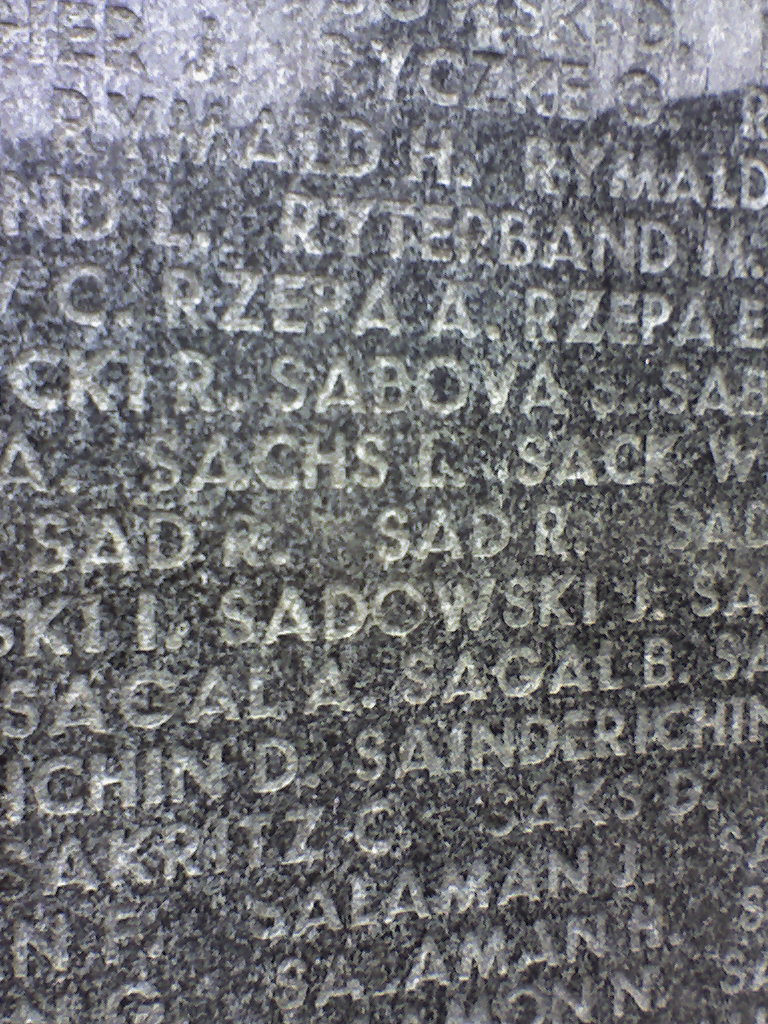
Le Mémorial national aux Martyrs juifs de Belgique commémore les 25000 victimes de la Shoah.

#### Difficulté de commémoration
Le Centre de Documentation juive contemporaine (CDJC) inaugure en 1956 un Mémorial de la Shoah dénommé « Mémorial au Martyr Juif inconnu ». Un mémorial reprenant le nom des 25 000 Juifs de Belgique morts lors de la Shoah est inauguré en 1970. Le mémorial inauguré est vandalisé en 1973, en 1981, en 1982 et en 1984. En 1984, un tag « sionistes assassins » est inscrit sur le mur d'hommage aux victimes. Le bourgmestre refuse de renforcer les mesures de protection du mémorial et en 1989 le responsable déplore l'état du mémorial belge: « Des enfants y jouaient au foot, des plaques en marbre étaient brisées, des squatteurs dormaient dans la crypte où les toilettes se trouvaient dans un état indescriptible ». À l'été 2006, la situation est dramatique : « Une urne contenant des cendres humaines ramenées d'Auschwitz-Birkenau a été vidée de son contenu, une grille a été arrachée, des vitrines ont été cassées et des documents détruits. Le sol a été souillé de préservatifs et d'excréments ».
En septembre 2014, lors de l’inauguration d’une plaque commémorative, des « jets de pierres et des morceaux de briques furent lancés depuis l’extérieur sur un groupe d’une vingtaine de personnes présentes ». Le mémorial n'est plus ouvert au public (et aux familles des victimes) pour des raisons de sécurité.

Au contraire du Fort de Breendonk qui est reconnu comme « mémorial national », le centre de la déportation, la caserne Dossin, retrouve sa fonction militaire d'avant-guerre puis est transformé en complexe résidentiel. En 1995, une initiative privée d'anciens déportés tente de réparer cet « oubli » par la création d'un modeste Musée Juif de la Déportation dans un sous-sol du bâtiment et crée une archive, documentant plus de 18 522 victimes. Pour Natan Ramet, cette archive donne un visage aux victimes, des morts sans sépulture: 

« Pour qui il n'existe pas de grands cimetières avec des croix, des stèles individuelles, des noms gravés comme dans les plaines de Flandres »

Une cérémonie de commémoration des victimes y est organisée chaque année depuis 1956, et en 2012 le musée est transféré dans un nouveau bâtiment en face du centre de la déportation. En décembre 2019, le conseil d’administration du lieu de mémoire retire son autorisation pour le déroulement d'un événement de remise de prix de l'organisation Pax Christi dans son musée. Le CCOJB décrit comme « extrêmement choquante » la remise d'un prix à Brigitte Herremans, une personne que le conseil d’administration décrit comme « clairement ambiguë à l’égard d’une partie de la communauté juive » et qui avait, à la radio, « suggéré que les juifs exagèrent l’antisémitisme et ce pour détourner l’attention des méfaits d’Israël ». En mars 2020, la moitié du conseil scientifique annonce sa démission en protestation : « il est évident pour nous que la Caserne Dossin, en tant que lieu de mémoire, ne peut être le terrain sur lequel la politique actuelle de l'État d'Israël est mise à l'ordre du jour... Nous ne devons pas donner l'impression que ce lieu de commémoration de 25 000 victimes juives, puisse être instrumentalisé dans un conflit politique avec lequel elles n'ont rien à voir ». le 8 novembre 2019, Herman Van Goethem, directeur démissionnaire affirme vouloir que la « communauté juive » soit moins prépondérante dans le conseil d'administration du musée, tandis que Bruno De Wever également un démissionnaire, reproche aux deux Juifs du conseil d'administration (dont l'un est  désigné par le gouvernement flamand) d'être « peu critiques à l’égard d’Israël » au sein du musée. Le 7 mars, le journal De Morgen parle de « pressions du lobby juif », un terme a caractère antisémite, pour décrire l’opposition de certains membres du musée aux projets de sensibilisation aux droits de l’homme au sein du musée sur l'Holocauste.
À Gand, un mémorial pour commémorer les Juifs de Gand qui ont péri lors de la Shoah, est inauguré en 1998. En 2018, le mémorial est détruit la veille de la commémoration de la Nuit de Cristal. En novembre 2019, le mémorial a été gravement vandalisé pour la cinquième fois.
À Anvers, est inauguré le 27 mai 1997, un monument à la population juive déportée. En 2017, la communauté juive proteste le déplacement du monument vers un endroit plus calme y voyant une offense.
Le 21 janvier 2015, les pavés de mémoire aux victimes de la Shoah sont profanés à Saint-Gilles, L’administration communale parle « d’un geste regrettable auquel il ne faut pas donner une importance exagérée » et c'est l'association pour la mémoire de la Shoah qui déposera la plainte.

#### Difficulté du travail de mémoire
En 1993 est créée l'association Territoires de la Mémoire pour l’« éducation à la résistance et à la citoyenneté par le biais du travail de mémoire ». Le Directeur adjoint de l'association, Philippe Marchal décrit le contexte de montée de l'extrême droite qui joue un rôle dans sa création: « C'était le Vlaamse Blok en Flandres, Agir en Wallonie...imaginez l'effroi des rescapés des camps qui ont alors estimé qu'il était absolument nécessaire de créer, non pas un musée comme les autres, mais un réel centre d'éducation ! ». En 2018, l'association accueille près de 50 000 visiteurs par an à ses expositions et à ses activités. L'association s'oppose à une « faute morale irréparable » et à la transmission traumatique, et prone pour une démarche de libre-examen. En 2018, Geoffrey Grandjean, professeur de l’Université de Liège met en évidence les difficultés liées à un apprentissage de la Shoah chez les jeunes et émet l'hypothèse d'un échec dans la politique mémorielle et du travail de mémoire.

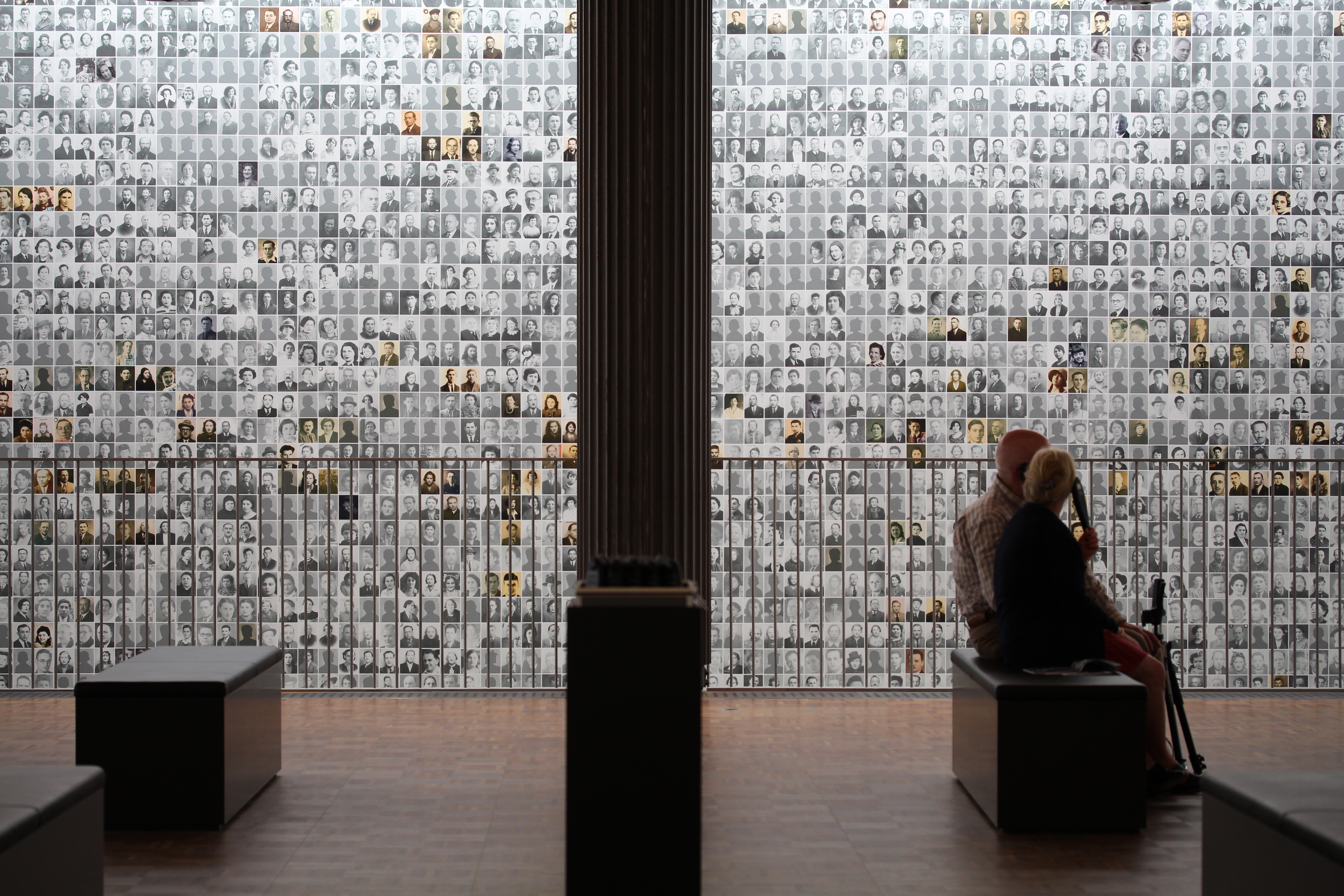
Mur de visages dans le lieu de mémoire de la caserne Dossin

D’une dimension réduite, l'étude scolaire de la Shoah a acquis une place considérable. Avant 1970, dans les manuels scolaires, seules les mesures antisémites prises dans les années trente sont évoquées, tandis que le processus génocidaire n'est pas enseigné aux étudiants. Dans les années 1970, l'enseignement dans les écoles des crimes nazis et de la Shoah se fait à la dernière année du cycle essentiellement de l'enseignement secondaire général, ce qui est tardif en comparaison avec la France ou l'Allemagne. Le génocide n'est véritablement enseigné qu'à partir des années 1980. Jusqu'à dans les années 2000, les manuels Wallons donnent peu d'attention au processus d'extermination des Juifs et la communauté éducative belge prend ses distances des manuels scolaires, accusés de ne pas aiguiser la réflexion du public scolaire. De ce fait l'apprentissage se fait de manière personnelle par les professeurs. À partir des années 2000, la Shoah est étudiée par des témoignages et des travaux d'historiens et le rôle de la Belgique sera évoqué. En 2013, le Sénat estime que l'enseignement de la Shoah est « un important antidote au fanatisme et aux idées d'extrême droite ». L'enseignement devient obligatoire. L'engouement pour l'étude de la Shoah, se manifeste aussi par la visite du camp d'extermination d'Auschwitz-Birkenau.
Certains déplorent que l'enseignement est de plus en plus difficile. Pour Georges Bensoussan, l'enseignement de la Shoah ne protège pas de l'antisémitisme. En Belgique où la Shoah est bien enseignée, l’antisémitisme connait néanmoins une augmentation considérable. D'après lui, l'enseignement est à double tranchant car pour se débarrasser de la culpabilité, on retourne la violence symbolique contre les victimes. D'autres déplorent l’impasse faite dans certaines écoles sur l’enseignement de la Shoah par peur des réactions antisémites,. Iannis Roder propose de se focaliser sur le nazisme et le rapport à la démocratie et sur les Justes parmi les nations plutôt que sur Auschwitz qui est mal supporté par certains. Nicolas Van der Linden et Alexia Jacques de l'ULB, citent l'étude de Irwin C. Rosen pour illustrer la difficulté. Dans l'étude, après le visionnage d'un film de sensibilisation aux valeurs de tolérance et au préjugé anti-juif, l'on voit une réduction de l'antisémitisme auprès de la majorité des participants mais chez 26% d'entre eux, on atteste au contraire une augmentation, et proposent un enseignement plus « par le biais des témoignages laissés par les victimes elles-mêmes mais aussi par le biais de l’art, comme expression propre ou via l’abord d’œuvres littéraires, plastiques, cinématographiques ».

#### Déclarations de l'Église
Contrairement aux repentances de l'Église allemande, polonaise, hollandaise et française, l'Église belge maintient un silence sur ses actions durant le génocide. Le silence est reproché à l'Église, alors qu'elle avait une responsabilité dans les préjugés antijuifs chez les chrétiens qui ont joué un rôle dans le processus génocidaire, et de plus pour le silence de l’évêque de Malines et de l’épiscopat belge lors des déportations juives. Un groupe d'évêques publie néanmoins Une réflexion sur la Shoah et pose la question de la repentance. Ce n'est qu'en 2000 que l’Église de Belgique reconnait que « le climat hostile à l’encontre des Juifs avait été entretenu au cours des siècles par des considérations antijuives transmises dans la catéchèse, la prédication et la théologie catholique ». Concernant la raison d'un silence de plus de cinquante ans, les évêques se justifient en affirmant leur volonté de ne pas « remuer le couteau dans la plaie », par « prudence », pour ne pas « multiplier les déclarations », que « l’Église catholique de Belgique a fait tout ce qu’elle pouvait », qu'elle à du moins promue « une attitude positive des chrétiens envers les Juifs », ainsi que par d'autres justifications.
L'affaire du Carmel d'Auschwitz, crée un retour à la réflexion chrétienne sur la responsabilité et la compréhension de la Shoah ainsi qu'au dialogue. Le père belge Thaddée Barnas perçoit une théologie de la Croix sur la Shoah comme une tentative d'appropriation.
À la suite de la publication de L’enseignement du mépris en 1962 par Jules Isaac, le 28 octobre 1965, le Vatican II promulgue la déclaration Nostra Ætate qui rompt avec l'antijudaïsme. La Belgique met en place les structures particulières au sein de ses conférences épiscopales, qui vise à mettre un terme à toute forme d’antisémitisme religieux et ce à travers des publications de revues, des organisations de cours, une création du Service de documentation en Belgique, formation des catéchistes, des professeurs et des prêtres. Les commissions ecclésiales réagissent aux propos déplacés et aux préjugés rencontrés au sein de leur Église mais aussi à l’actualité, dont les violences contre la communauté juive belge.
En 2016, l'Église protestante unie demande pardon à la minorité juive pour l'antisémitisme de Martin Luther

### Problématique de la condamnation des responsables du génocide et de leurs collaborateurs
La Belgique ne condamne pas les responsables de la Shoah. La proposition de loi de Jean Fonteyne, « réprimant certains crimes contre l’humanité » n'est quant à elle pas adoptée. Certains justifient ce manque de condamnation par une indifférence à la «question juive» et d'autres du fait d'un intérêt porté à d'autres sujets. La Belgique se dote tardivement d'une législation pour poursuivre les criminels de guerre en justice, le 20 juin 1947. Cette situation est dénoncée dans diverses revues juridiques, sans aucune réaction dans le monde politique. De manière générale, la question des crimes commis contre les Juifs n'est abordée dans aucun compte-rendu des principaux partis politiques et n'est soulevée par aucun sénateur ou député durant les deux années d'après-guerre.
Maxime Steinberg, spécialiste du génocide des Juifs de Belgique, dénonce l'occultation du génocide par la magistrature belge et met en lumière dans les années 1975 : 

« le scandale de l'impunité des criminels nazis responsables de la déportation de 25.000 Juifs de Belgique »

En 1951, le chef de la Sipo-SD, Karl Constantin Canaris passe devant les tribunaux belges et est condamné à 20 ans de travaux forcés pour sa responsabilité dans les enlèvements, les meurtres d'otages et les mauvais traitements infligés aux prisonniers du centre de détention de Breendonk. Il est libéré l'année suivante et n'est pas poursuivi par les autorités belges pour sa responsabilité dans la déportation des Juifs de Belgique. Le criminel nazi Otto Siegburg, responsable à la section juive de la Sipo-SD, est le seul à avoir été condamné par un tribunal militaire belge pour assassinat, et à travers celui-ci pour crime contre l’humanité. Le jugement n’est cependant pas confirmé par le jugement en appel et il est condamné à du travail forcé. Concernant ses collègues et ses supérieurs, ils prirent la fuite ou bénéficièrent d’une ordonnance de non-lieu, comme Felix Weidmann. Fritz Erdmann, chef de la section juive de Bruxelles et Erich Holm chef de la section juive d’Anvers ne sont pas retrouvés. Seul Lambert Namur, agissant avec Siegbutg, sera condamné, alors qu'il est également poursuivi par la justice luxembourgeoise.
Les commandants du centre de la déportation, Philipp Schmitt et Johannes Frank ne sont pas poursuivis pour leurs implications dans l'extermination des Juifs, ni pour les crimes et violences perpétrés contre les déportés. Le premier sera fusillé pour ses crimes à Breendonk, le second sera condamné à six années de réclusion, mais sera libéré après moins d'un an par la Belgique. Le chef de la Gestapo responsable de l'arrestation et la déportation des Juifs de Belgique, Franz Straub, est initialement condamné à quinze années de travaux forcés sans que le tribunal aborde la question juive. Il est libéré en 1951 et réintègre la police allemande. Les deux hauts responsables de l’administration militaire allemande, Alexander von Falkenhausen et son adjoint Eggert Reeder, sont condamnés à seulement 12 ans de travaux forcés.
En 1980 a lieu à Kiel en Allemagne, le procès des principaux responsables de la déportation des 26 000 Juifs et Tsiganes de Belgique depuis la Caserne Dossin. Maxime Steinberg était l'expert belge représentant la partie civile. Ernst Ehlers parvint de se suicider avant sa condamnation, Constantin Canaris voit son cas disjoint pour maladie et le tribunal allemand condamnera finalement Kurt Asche à sept années de réclusion et commentera sa « clémente décision » en justifiant l'âge avancé de l'inculper. La durée de la procédure judiciaire, la légèreté de la peine et le fait qu'il ait été autorisé à quitter le tribunal librement en attente de la ratification furent des aspects vivement critiqués.
Après la guerre, des centaines de millier de cas de collaboration sont examinés. Dans ce terreau, des mouvements politiques –flamand et wallon – militent pour une amnistie. Certains collaborateurs aux persécutions nazies sont poursuivis seulement sur la base de leur collaboration avec l'occupation allemande, en particulier René Bollaerts, Antoon Lint et Gustaaf Vanniesbecq. René Lambrichts, Jozef Vranken, Constant Van Dessel et Ward Hermans sont condamnés à mort. Cependant, aucune des condamnations à mort ne fut exécutée, et les criminels furent libérés de manière anticipée après peu de temps. Le procès Felix Lauterborn et ses acolytes est l'un des rares où la persécution des Juifs fit l’objet d’une attention particulière. 53 000 citoyens belges sont condamnés pour collaboration avec l'Allemagne nazie. D'après les travaux d'Aline Sax sur les collaborateurs flamands, dans deux tiers des cas, la collaboration était motivée par un engagement idéologique et de fidélité à l'Allemagne nazie. De nombreuses figures politiques se disent favorables à l'amnistie des collaborateurs, ainsi les peines sont progressivement réduites. Par exemple, Leo Delwaide, qui joua un role instrumental dans l'application des mesures anti-juives en Flandres, ne sera pas poursuivi pour sa participation dans le génocide. En 2007, Bart De Wever le président de la N-VA, s'oppose aux « excuses » pour la déportation des Juifs ainsi que pour la collaboration active dont il nie l'existence. Il rejette la responsabilité, par une critique d'Israël.
En 2011, après la demande du ministre de la Justice Stefaan De Clerck d'ouvrir un débat sur l'amnistie, le CCOJB et le CCLJ condamnent « toute demande d’oubli ou d’amnistie des crimes de la collaboration » et affirment : « Nous ne pouvons oublier que des collaborateurs belges ont concouru activement, souvent avec zèle, à la traque d’hommes, de femmes et d’enfants voués par les Nazis à la déportation ». Albert Edelson déplore alors un manque de culpabilité quant à la responsabilité de la collaboration belge dans la déportation ainsi qu'un manque de sensibilité pour les victimes.
En 2005, Paul Giniewski déplore le manque de poursuite judiciaire contre les anciens criminels nazis. Dans la continuité de cette politique, quatorze responsables nazis des crimes dans les pays de l'Est ont trouvé refuge en Belgique, alors même que le Centre Simon-Wiesenthal milite activement pour les traduire en justice, depuis 1990.
En 2016, éclate un nouveau scandale à la Chambre des représentants, l'affaire des pensions octroyées aux « anciens collaborateurs militaires belges du régime national-socialiste », des pensions versées par l'Allemagne. L'Allemagne refuse de dévoiler à l'État Belge les noms des personnes recevant les pensions ou de s'il s'agit de criminels de guerre ou de responsables de la Shoah.
En 2019, l'Association pour la Mémoire de la Shoah, déplore que les peines de condamnation à vie des collaborateurs et des bourreaux de Breendonck furent réduites en 1953. Permettant à ceux-ci de mener une vie paisible malgré leur crime.

### Problématique du négationnisme belge
En 1952, Karel Dillen (qui sera fondateur du Vlaams Blok), traduit en néerlandais les thèses négationnistes de Maurice Bardèche. En 1989, Roeland Raes (du Vlaams Blok) consacre un article à Robert Faurisson dans le journal néonazi français Notre Europe, dans lequel il est correspondant pour la Belgique. Henri Deleersnijder, cite deux initiatives négationnistes : « l’officine anversoise Vrij Historisch Onderzoek » dirigée par Siegfried Verbeke (militant du Vlaamse Militanteorde (VMO)) et également « un raid idéologique lancé par le jeune fasciste belgo-français Olivier Mathieu en direction de l’Université libre de Bruxelles », il crée un cercle des étudiants révisionnistes ne comprenant que lui-même et sera dissous par le recteur de l’Université, Hervé Hasquin. Parmi les négationnistes, Siegfried Verbeke, ancien membre du Vlaamse Militanten Orde, sera condamné en Belgique (après la loi de 1995) et dans d'autres pays pour son négationnisme.
Plusieurs propositions de loi témoignent d'une volonté de réprimer le négationnisme, le racisme, la xénophobie et l’antisémitisme: le 20 janvier 1960, le 21 janvier 1960, le 1er décembre 1966, le 2 juillet 1968, le 13 mars 1973, le 16 mai 1974, le 25 janvier 1978 et finalement celle du 28 juin 1979 est acceptée et la loi Moureaux est adoptée le 30 juillet 1981. Mais malgré les débats parlementaires, les actes négationnistes ne sont finalement pas expressément visés. Dans les années 1990, les ministères de l’Intérieur français et hollandais interpellent l’État belge pour prendre des mesures contre la propagande négationniste.

En 1992, deux députés du parti socialiste, Claude Eerdekens et Yvan Mayeur dénoncent: 

« l’exclusion et la haine, le racisme et l’antisémitisme [ont pris] une place de plus en plus inquiétante dans l’espace public »

Eerdekens et Mayeur déplore que la Belgique est « devenue une plaque tournante sur le plan européen de la diffusion des thèses révisionnistes et négationnistes », qui de plus ne possède pas de législation en la matière contrairement à l’Autriche, la France, l’Allemagne ou bien les Pays-Bas. La loi justifiant la répression du négationnisme, se fonde sur le fait que les opinions qui nient la Shoah visent à réhabiliter l'idéologie nazie et menacent la démocratie, et de plus elles sont infamantes pour la mémoire des victimes et visent à « offenser gravement une ou plusieurs catégories d'êtres humains », comme l'indique l'arrêt no 45/96 de la Cour d'arbitrage: « les principes de bases de la société démocratique s'en trouvent menacés et qu'il en résulte un dommage irréparable pour autrui ».
Depuis le 23 mars 1995, la Belgique dispose d'une loi visant à réprimer le négationnisme du « génocide commis par le régime national-socialiste allemand pendant la Seconde Guerre mondiale »,. Quatre formes de négationnisme sont condamnées: la négation, la minimisation grossière, la justification et l’approbation. L'Unia est compétent depuis 1995 pour intervenir dans les cas liés avec la loi contre le négationnisme. La haute juridiction précise que la législation n'est pas envisagée pour restreindre la liberté d'expression et la liberté de recherche (en particulier historique). La loi belge diffère d'autres lois européennes sur le fait que seule une flagrante minimisation est punissable. La loi belge ressemble le plus à la loi Gayssot française mais se réfère à la Convention pour la prévention et la répression du crime de génocide.
Dans les années 1990, Jean-Michel Chaumont émet la thèse d'un effet pervers de « concurrence des victimes » et de contestation de l'unicité de la Shoah, qui peuvent aboutir à des accusations antisémites contre les Juifs d'avoir été « récompensés » et de « monopoliser le statut de victime ».
En 2014, Lieven Saerens affirme qu'un trait particulier du négationnisme en Belgique est qu'il s'infiltre dans l'extrême gauche. Il met également en cause des regards révisionnistes sur les persécutions, dans le milieu académique belge. Notamment le professeur de l'ULB, Jacques Willequet, pour avoir minimisé délibérément dans ses travaux, les réactions antisémites et la connaissance du caractère antisémite de l'Allemagne nazie, en Belgique d'avant-guerre.

## Antisémitisme depuis la Shoah

### Antisémitisme et indifférence à la libération
Selon Catherine Massange « Les mesures d'exclusion progressive de toute vie politique, sociale et économique des Juifs pendant l’Occupation auront des conséquences durables sur l’insertion dans la société belge des survivants ». Les premiers jours après la Libération voient des règlements de comptes et des dénonciations contre des Juifs. À Anvers, les Juifs sont victimes de l'antisémitisme virulent des collaborateurs locaux.
Après le génocide, la situation des Juifs ayant survécu est catastrophique et l’Aide aux Israélites Victimes de la Guerre (AIVG), est créée en octobre 1944. Mais les solidarités ne sont pas suffisantes et l'antisémitisme reste présent, notamment au sein des forces de police et des tribunaux. Malgré la propagande nazie et des mouvements rexiste et nationaliste flamand, qui attisent la haine, la société ne tombe pas dans l’hostilité généralisée à l’égard des juifs, et le public manifeste de la sympathie à la création d'Israël. Le JOINT note que la période d'occupation et de propagande nazie a laissé des traces d'antisémitisme, au printemps 1945, l'opinion publique belge n'a pas connaissance du génocide. Les hommages à la résistance juive favorisent un changement de l'image négative (toutefois, étant considérés comme étrangers, les honneurs ne leur sont pas dédiés). Certains journaux essayent d’intégrer les Juifs dans l’image de la nation belge, parfois « avec maladresse ».
Le retour des survivants des camps de concentration nazis en 1945 est aussi accompagné par une réaction d'hostilité dans la société belge. Avec 90% des Juifs ayant vécu en Belgique avant la guerre ne détenant pas la nationalité belge, certains de ces survivants ne sont pas acceptés en Belgique. La Belgique n'entend pas se montrer accueillante envers les rescapés, et les invite par diverses mesures à se diriger vers d'autres pays. À partir de 1945, sous prétexte d'éviter des conflits dans la société belge, le gouvernement refuse d'accueillir les réfugiés « n'ayant aucun lien avec le pays d'avant-guerre » qui reçoivent l'appellation de « transitaires », en passage vers d'autres pays plus cléments. En 1946, les rescapés arrivant dorénavant « illégalement » en Belgique, sont arrêtés, emprisonnés et puis éventuellement expulsés, tandis que ceux présents sont exclus des aides de l'État. Ainsi comme le fait remarquer Rudi Van Doorslaer sur la politique du pays  : 

« la Belgique ne développe aucune politique visant à reconnaître et encore moins à indemniser les victimes des persécutions antisémites »

Le problème du logement est une problématique principale, alors que les Juifs ont été dépouillés de leurs biens du fait de la politique raciale nazi. En octobre 1944, des propriétaires de logement affichent « pas pour les étrangers »(implicitement contre les Juifs) et refusent la location aux rescapés juifs. L’AIVG paye la location de chambres d’hôtel et aide des logeurs particuliers. En mai 1945, elle ouvre une maison à Tervuren, pour accueillir les déportés. Dépourvus de toutes aides ou réparations de l'État, en 1955, des rescapés âgés vivent encore dans des « logements précaires et insalubres où ils avaient été cachés ». 95% des fonds de l'AIVG proviennent de donations américaines aux travers de l'American Joint Distribution Comitee qui réduit les fonds progressivement du fait que l'aide est plus urgente dans d'autres pays comme la Pologne, ainsi l'ensemble des aides et assistances aux victimes juives du génocide, sont le fait de la charité juive étrangère et non de l'État, qui restreint son soutien aux victimes non-juives de la guerre.
En décembre 1944, le Comité israélite des Réfugiés Victimes des Lois raciales (COREF) est créé pour venir en aide aux réfugiés après que des réfugiés Juifs allemands subissent des arrestations arbitraires et d'autres persécutions. Le COREF affirme en juin 1945 que « pour la population et souvent également pour les autorités », les Juifs sont vus comme « des étrangers indésirables » et ce : « suite à une intense propagande antisémite ». Le journal Le Peuple fait remarquer : « Il nous revient que de nombreux Juifs allemands ayant subi pendant des années les sévices de la Gestapo dans les camps de concentration nazis, sont internés à l’heure actuelle sur simple dénonciation anonyme. Il est indéniable que ces gens ont mérité un sort meilleur. Après avoir souffert sous la domination hitlérienne, vont-ils pâtir à présent des excès de gens la plupart du temps mal intentionnés ? ». Les biens des réfugiés Juifs allemands sont placés sous séquestre par un arrêté-loi du 23 août 1944 jusqu'à la mainlevée du séquestre en octobre 1949. Ceux qui ne survivent pas longtemps après la Libération ne verront pas leurs droits rétablis. De plus, la plupart des victimes juives sont dépourvues d'un statut juridique, et par conséquent elles « ne peuvent obtenir la réparation des dommages matériels subis que par voie judiciaire et de leur propre initiative », ce qui les maintient dans leur dépossession et dans une situation d'extrême précarité.
Finalement, le gouvernement restreint l'accès au travail pour les étrangers en janvier 1946, tout en offrant des exemptions aux secteurs avec peu de Juifs. Certains rescapés abandonnés à leur sort, parfois sans permis de travail, sont livrés à pratiquer le marché noir pour survivre, ce qui ravive les sentiments antisémites et offre l'occasion aux antisémites de nouvelles accusations anti-juives. D'autres sont victimes d'hostilité anti-juive dans le domaine économique, et l’AIVG créé une Petite Caisse de Prêts et un Office du Travail en avril 1945 pour aider les rescapés à avoir des emplois. Comme le témoigne Pierre Broder après le génocide : « Le fait que la plupart de nos artisans et commerçants sont de nationalité étrangère fait que bon nombre de commerçants n'ont pas vu d'un œil favorable le retour de leurs concurrents juifs (...). La propagande nazie a laissé des traces pernicieuses dans certaines couches de la population ».
« Des milliers de mères juives attendent impatiemment le retour de leurs enfants ». Toutefois, la plupart des enfants cachés se retrouvent sans parents. Yvonne Jospa propose l’adoption des enfants, qui sera peu concluante, et dans certains cas la justice est sollicitée pour la restitution d’enfants. Certains d’entre eux ont été convertis au catholicisme. D'autres ont souffert de malnutrition, de maltraitance ou ont été exploités,. Dans certains cas des familles adoptives ne souhaitent pas restituer l'enfant, comme celui d'Henri Elias (une affaire similaire à celle Finaly),. À partir de 1955, soit dix ans plus tard, les enfants rescapés considérés comme étrangers, seront progressivement naturalisés Belges. Commence ensuite une phase de reconstruction personnelle. Les 3000 enfants juifs qui avaient été cachés, souffrent de souvenirs traumatiques. Dans les années soixante, L'AIVG créé un centre d'aide psychologique pour aider les rescapés qui souffrent de traumatismes et les réfugiés. Le service social juif est également créé. Les années 1990 marquent la reconnaissance sociale de leur souffrance et les commémorations permettent aux individus de « prendre conscience des pertes et de l’horreur », et ainsi de leur assimilation. En 1991, l’association L’enfant caché est créée en Belgique.
Hertz Jospa essaye de lutter contre l'antisémitisme d'après-guerre, et note en 1946 que dans : « ce petit pays à la population dense, la haine de tout ce qui est étranger est fortement enracinée. C'est donc un problème très complexe que la défense des étrangers ».
Également un problème de transmission se pose, beaucoup de survivants gardent le silence sur leurs souffrances. Par exemple un survivant refuse d'en parler à ses enfants : « Cela leur ferait trop de mal et bouleverserait leur monde innocent ». Il y a néanmoins une transmission du traumatisme aux enfants, qui dans certains cas développent une identité juive fragile et une volonté de lutte contre l'antisémitisme. D'après Rachel Yehuda, les enfants des survivants ont plus de risques d’être atteints de troubles du stress post-traumatique ou d’une dépression. En 1980, le film Comme si c'était hier réalisé par Esther Hoffenberg et Myriam Abramowicz, retraçant l’histoire de la résistance belge au service des enfants juifs, rend publique la problématique.
Concernant le lien avec le Parti communiste de Belgique, il se détériore progressivement. Le parti communiste remet en cause des prétendues « déviations nationalistes chez les camarades juifs » et voit d'un mauvais œil l'AIVG. La reconnaissance de l'État d'Israël par l'URSS ne suffit pas. Les juifs communistes sont bloqués entre d'un côté le parti qui veut mettre fin à leurs sections et les voir s'intégrer, et le reste de la communauté qui les désapprouve, étant elle-même en reconstitution.
Maurice Krajzman, dans son étude consacrée à « L’image des Juifs et du judaïsme dans les manuels d’histoire belges » relève que la Shoah n'est pas un sujet central jusqu’aux années 1980. De même, la Shoah n’occupe guère de place dans les médias du pays. L'historien Maxime Steinberg publie Dossier Bruxelles-Auschwitz suivi par L’étoile et le fusil en 1986. Par la suite, d’autres études sont menées sur le sujet comme L’Association des Juifs en Belgique dirigée par Rudi Van Doorslaer et Jean-Philippe Schreiber et en 2000, les publications de Lieven Saerens.

### Incidents antisémites violents
Des attaques violentes (agressions physiques et verbales contre des personnes, attaques de maisons ou de lieux de cultes) sont relativement fréquentes, avec un pic d'attaques durant les mois de mai à septembre 2014. L'enquête de l'Agence des droits fondamentaux de l'Union européenne sur l'antisémitisme a révélé que 63% des Belges interrogés avaient subi ou observé des agressions verbales ou physiques antisémites. 30% des Juifs belges ont quant à eux déclaré qu'ils évitaient de porter des symboles juifs tels qu'une kippa ou une étoile de David, en public. Les Juifs sont également victimes d'un taux de menaces de violence relativement élevé et d'un risque d'attentat relativement élevé.
- En 1969, un attentat à la grenade contre des employés de la compagnie israélienne El Al et en 1972, le meurtre à la place de Brouckère de Zadek Ophir un fonctionnaire à l'ambassade d'Israël, sont considérés comme des attentats antisémites par le journal Le Monde[157].

- En 1979, un attentat à la grenade à l’aéroport de Zaventem, blesse douze passagers d'un vol en provenance d’Israël. L'année suivante, un nouvel attentat contre des passagers d'un vol en provenance d’Israël est raté[158].

- En 1980, à Anvers, un terroriste palestinien lance des grenades sur une soixantaine d’enfants juifs qui partait en vacances dans les Ardennes. Un enfant de 15 ans est tué et une vingtaine d'enfants sont blessés[159],[160].

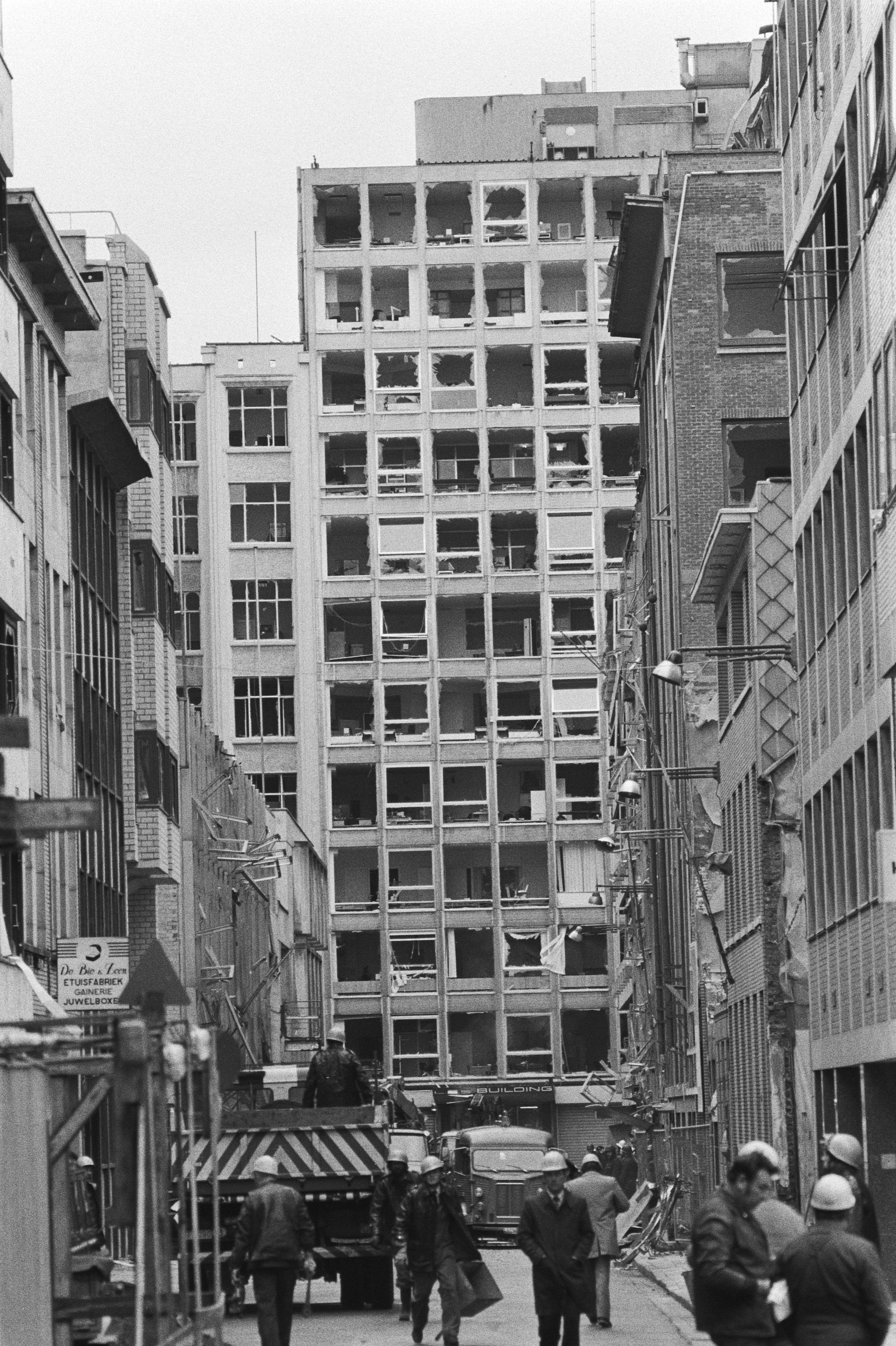
Scène de l'attentat à la bombe contre une synagogue d'Anvers en 1981.

- Le 20 octobre 1981, une voiture piégée explose devant une synagogue d'Anvers située Hovenierstraat faisant trois morts et soixante blessés[161].

- En 1982, un homme armé ouvre le feu à l'entrée de la grande synagogue de Bruxelles et blesse quatre personnes[157].
- En mars 1985, un néo-nazi lance trois grenades d'exercices lors d'un débat sur les camps  nazis à la foire du livre de Bruxelles[162].

- En 1986, un attentat à l’explosif contre la synagogue d’Anvers cause des dégâts matériels[158].

- En 1989, le Dr Joseph Wybran, président du Comité de coordination des organisations juives de Belgique est assassiné[157].

Différents rapports d’études sur l’antisémitisme, décrivent les années 2000-2002 comme « les pires années depuis 1945 ».
- Plusieurs lieux de culte à Bruxelles, Charleroi et Anvers sont attaqués en 2002[157]. La synagogue de Charleroi est criblée de balles[1], Les pompiers parviennent à contrôler l'incendie volontaire et à neutraliser l'explosif[163]. En 2003, un Bruxellois Ali El Bouyeri tente à nouveau de faire exploser la synagogue à l'aide de bouteilles de gaz, la voiture piégée destinée à tuer les fidèles n’explosa pas mais la charge explosive était particulièrement importante[1],[30]. Des commerces appartenant à des Juifs sont victimes de vitres brisées, de croix gammées et des insultes antisémites inscrites sur la façade. Un incendie criminel est commis contre l'épicerie Casher[1], des bombes incendiaires improvisées de type cocktail Molotov sont jetées contre une synagogue[30] et la parcelle juive d’un cimetière est profanée[30]. L'année suivante, le 24 juin, une dizaine de jeunes maghrébins, armés de barres de fer et d'autres armes blanches, attaquent les étudiants d'une yechiva, l'un ne parvient pas à fuir et est tabassé et poignardé à coup de couteau[164].

- En juillet 2005, une école juive et deux synagogues sont attaquées, les vitres sont brisées sans faire de blessés, et un rouleau de la Torah est volé[165].

- En décembre 2007, les fenêtres de la synagogue à Anvers située à Oostenstraat, sont brisées par des jets de pierres une autre synagogue est victime d'une tentative d'incendie[166].
- En janvier 2008, une école juive est attaquée par des jets de projectiles qui ciblent des jeunes enfants dans la cour de récréation[167].

- En janvier 2009, la synagogue Beth Hillel est victime d'une attaque avec un cocktail Molotov tandis que celle de Charleroi est attaquée par des jets de pierres à travers ses vitres puis vandalisée. La synagogue rue du Pavillon est attaquée le 14 janvier par jets de pavés et le 6 par cocktails Molotov[168]. Une école juive est attaquée par des jets de projectiles et une famille juive est victime d'une tentative d'incendie volontaire de leur maison[169].
- Le 15 janvier 2010, la synagogue Bouwmeester d'Anvers est attaqué avec un cocktail Molotov et le 13 mai un autre est jeté contre celle d'Anderlecht[170].
- En 2014, The New York Times parle d'alerte maximale à Bruxelles pour décrire l'étendue de l'antisémitisme, et cite différents incidents antisémites dont des cris « mort aux Juifs » par des manifestants devant le Parlement européen[171]. Le 24 mai, un individu fait irruption dans le musée juif de Belgique à Bruxelles et ouvre le feu sur deux touristes, une bénévole française, Dominique Sabrier[172] et le préposé à l'accueil. Les trois premiers meurent sur le coup, le quatrième est très grièvement blessé et meurt quelques jours plus tard. Deux jours après l'attentat du musée Juif, un individu crie des insultes antisémites à un événement du Centre communautaire laïc juif (CCLJ) en criant « Allahu Akbar » et « Mort aux Juifs »[173]. Lors d'une manifestation à Anvers du 14 juin, une personne crie dans un parlophone « Massacrez les Juifs! » en arabe et encourage les manifestants aux violences antisémites[174]. Le lendemain, dans la même ville, un bus scolaire transportant des enfants juifs de 5 ans est encerclé et attaqué par des jets de pierres[175]. Le 15 novembre, une personne juive est poignardée a Anvers, un attentat selon le Forum des Organisations juives[176]. Le 16 septembre, la synagogue d'Anderlecht est victime d'un incendie criminel[177].

L'année 2014, l'Organe de coordination pour l'analyse de la menace(OCAM) estimait le risque terroriste de niveau 4 (danger maximum), et est depuis redescendu au niveau 3 en 2019. L'État belge renforce les mesures anti-terroristes. Le Centre Simon-Wiesenthal décrit le pire incident antisémite de l'année 2014 en Belgique, lorsqu'un médecin refuse de soigner une rescapée de la Shoah, Bertha Klein, et affirme à son fils de « l'envoyer à Gaza, pour lui enlever la douleur ».
- En 2018, l'évènement ou une voiture fonce sur un père juif et son fils, est décrit comme une tentative d'attaque à la voiture-bélier par la LBCA, mais la police anversoise soutient qu'elle n'est pas en mesure d'identifier un caractère raciste alors que le conducteur était sous l'emprise de l'alcool[180].
- Le 11 octobre 2019, un individu s'attaque à des passants au couteau à Koekelberg et leur demande au préalable « s’ils étaient de confession juive »[181].
- Le 11 décembre 2020, quatre personnes menacent de faire sauter un train à moins que les passagers juifs ne descendent[182].

### Législation sur l'antisémitisme
Depuis 1981, la Loi contre le racisme et la xénophobie condamne les discours de haine, les discriminations et le harcèlement.
Viviane Teitelbaum déplore que « Actuellement, quand on est victime d’antisémitisme, on peut porter plainte pour racisme ou négationnisme (lois de 1981 et de 1995), mais pas pour antisémitisme en tant que tel.».
Pour le président de la Ligue belge contre l’antisémitisme (LBCA), Joël Rubinfeld : « Contrairement à la France, la loi belge ne lie pas le racisme à la nationalité, avec pour conséquence que BDS, par exemple, qui appelle à la discrimination d’un groupe en fonction de sa nationalité, ne pourra pas être considéré comme illégal, alors qu’il l’est en France ».

### Deuxième moitié duXXesiècle
Pour Manuel Abramowicz, les groupuscules néo-nazis cherchent en Belgique un refuge. Il note notamment le cas de l'arrestation à Gand de quatre terroristes néo-nazis allemands, le 22 octobre 1981, ainsi qu'un autre en mai 1982, le bras droit d'un groupuscule néo-nazi lié au Fatah puis au Vlaamse Militanten Orde. les groupuscules néo-nazis, tel que le VMO adopte la terminologie de « sionistes » pour décrire les Juifs, sous le couvert d'un antisionisme politique. En 1959-1960, Léon Liebmann parle d'une résurgence de l'antisémitisme : trois synagogues, des magasins, des habitations et un monument dédié à la Résistance sont souillés de croix gammées et d’inscriptions racistes. Des inscriptions similaires sont peintes sur les murs de l’Université libre de Bruxelles. Après des tentatives de recréer la Vlaamse Militanten Orde, une organisation skinhead est créée ainsi que d'autres groupuscules néonazis. De plus des groupuscules d'extrême droite de Belgique sont influencés par des groupes étrangers antisémites et négationnistes, dont un groupe antisioniste. Une tentative de créer une branche du Ku Klux Klan en Belgique échoue dans les années 1990. Après la guerre des Six Jours en 1967, un antisionisme d'extrême-gauche sous la forme d'un antisémitisme distinct est déploré, celui-ci tolère le terrorisme palestinien, qui frappe aussi en Belgique. À cela s'ajoute deux groupuscules marxiste-léniniste, qui entretiennent un antisémitisme d'extrême-gauche. À l'extrême droite, certaines positions antisionistes durant les années 1960, servent à une stigmatisation antisémite.
Malgré la loi condamnant le négationnisme, la Belgique est un centre de publication de groupuscules néo-nazis, dont des textes négationnistes. Certains groupes racistes incitent à la haine, souvent sur le thème du complotisme. De plus, des néonazis visent à « infiltrer les rouages de l'État », dont l'armée belge dans les années 1970 et 1980, via des groupuscules.
À l'Université libre de Bruxelles les étudiants juifs sont à plusieurs reprises la cible de groupes d'étudiants arabes. En 1973, durant la guerre du Kippour, un groupe d’étudiants arabes attaque les étudiants de l’Union des Étudiants juifs de Belgique (UEJB), blessant cinquante étudiants juifs et saccageant leur local. Le 14 février 1974, un groupe d'étudiants arabes s'en prend à des étudiants juifs qui faisaient signer une pétition exigeant le respect par la Syrie des conventions de Genève sur les prisonniers de guerre. En décembre 1977, les étudiants juifs sont agressés à propos d’un stand consacré au respect des droits de l’homme en Union soviétique. Le 5 mars 1978, l'événement « Journée d’information sur l’identité juive et le sionisme » organisée par l’UEJB, est interrompu par une « opération punitive » qui blesse un étudiant juif grièvement et en blesse quatre autres légèrement
À la fin du siècle, les groupuscules d'extrême droite concentrent leurs actions contre la population arabe, mais ils gardent des tendances antisémites, peu dissimulées. Un autre élément de l'antisémitisme concerne la droite fondamentaliste chrétienne concernant des cas de propagande antisémite classique, dont des théories racistes. Des groupuscules néopaganistes servent parfois de terreau à des groupuscules néonazis dans le début des années 1990. À la fin des années 1990, diverses branches des frères musulmans sont mises en cause pour leurs discours radicaux anti-juif, comme des organisations terroristes islamistes associées à la Syrie, aux palestiniens et à l'Égypte. Néanmoins des militants d'extrême droite profitent des attaques islamistes, comme l'organisation néonazie Anti-Zionistische Aktie active à la fin des années 1990.
En réaction, des manifestations anti-fascistes sont organisées et prennent de l'ampleur dans les années 2000, avec un soutien des organisations syndicales et des partis politiques. Dans le contexte de la «Question communautaire en Belgique», ceux-ci posent la question d'un « cordon sanitaire » pour isoler le Vlaams Block et ainsi le gouvernement fait le choix de mettre en place des politiques, contre la discrimination et l'extrémisme. Selon cette opinion, le parti politique Vlaams Blok se serait rapproché de la xénophobie plutôt que strictement du racisme.
Face à la montée de l'antisémitisme antisioniste, des milieux chrétiens apportent leur solidarité au monde juif, dont les commissions protestante et catholique, les sœurs de Sion ou encore des groupes d'études du judaïsme.
À la fin du siècle, en 1999, quatre incidents sont recensés par les autorités. 27 le seront en 2001.

### Début duXXIesiècle

#### Prévalence

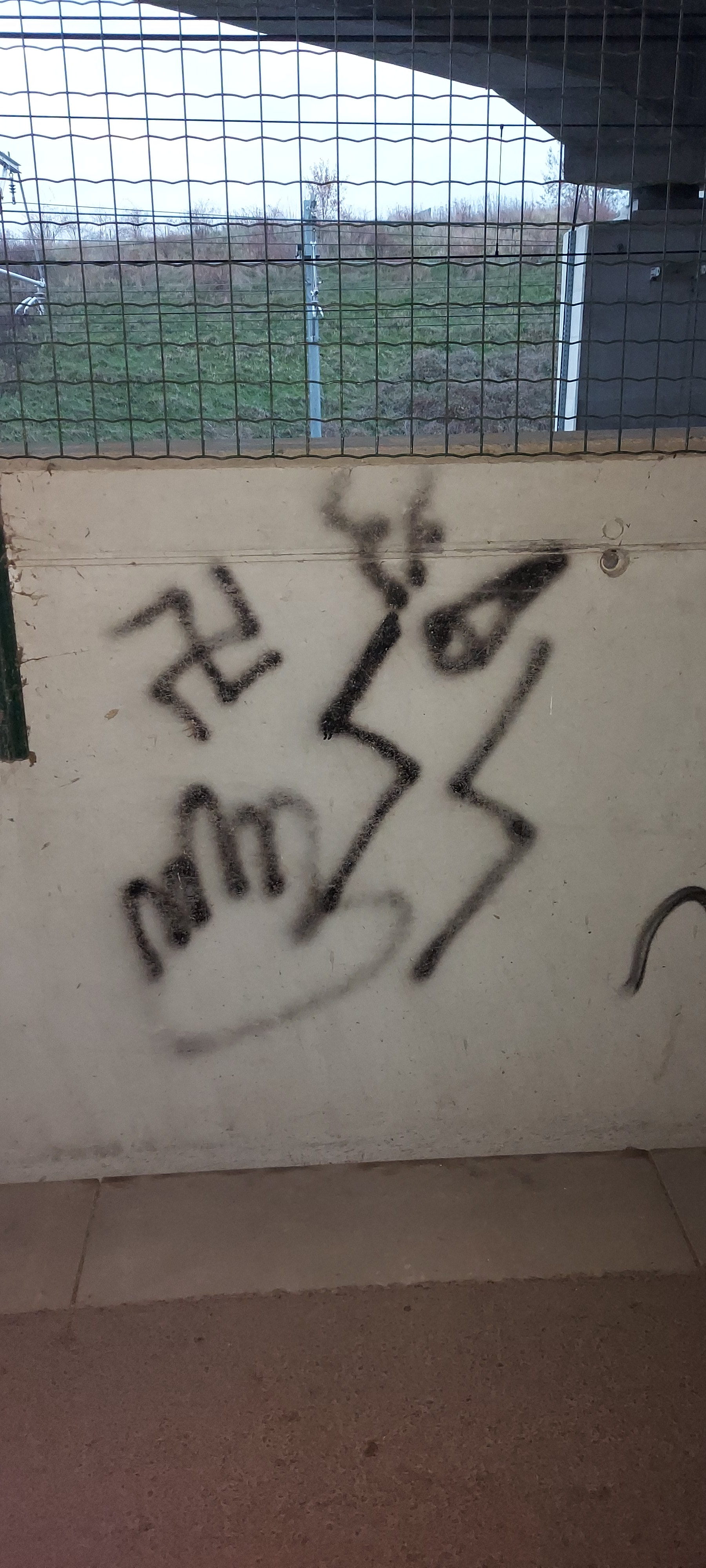
Symboles antisémites néonazis (novembre 2020).

Les plaintes déposées pour antisémitisme sont documentées par l'Unia, le site Antisémitisme.be ou la police fédérale, en particulier les plaintes de négationnisme. En 2004, le Conseil de l'Europe s'inquiète de l'augmentation des incidents antisémites et dénonce l'antisémitisme et le racisme qui se développe en Belgique. L'étude cite également une augmentation du sentiment d'insécurité des Belges juifs. Depuis 2008, le nombre d'incidents comprenant des graffitis, des insultes, des menaces, des affichages, des objets nazis et des propos tenus sur internet, tendent a l'augmentation. À cela s'ajoute le signalement par internet avec le thème « annihilation des Juifs » dans 40 % des cas. De plus les Juifs sont sujets de théories du complot. L'Unia parle d'une tendance légèrement à la hausse depuis 2008 et d'un « antisémitisme a plusieurs visages » composé de différentes formes de haine. Toutefois le nombre de plaintes ne décrit pas l'ampleur du phénomène du fait que certains taisent leurs mésaventures et d'autres ne portent plus plaintes. Une étude de 2017, met en évidence une tendance antisémite dans la population belge, qui par exemple s'élève à 18 % des participants qui croient que les Juifs ne sont pas des Belges comme les autres. L'étude met en évidence une corrélation entre les vues antisémites et le bas niveau d'éducation. En outre, les Juifs  connaissent en Belgique des niveaux élevés de « discrimination religieuse sociétale ».
Selon les chiffres de l'Anti-Defamation League (et comparable à ceux de l'Action and Protection League), 9% de la population aurait une attitude défavorable envers les Juifs tandis que un quart aurait des attitudes considérées antisémites.
Les incidents antisémites documentés sont plus fréquemment associés à des individus arabo-musulmans et à des activistes de l'extrême gauche,. Les rapports de l'ADL mentionnent une tendance de l'attitude d'antisémitisme dans la gauche en Belgique et aux Pays-Bas. Le rapport de 2019 fait état des principaux stéréotypes. Concernant la religion des participants, 58 % des participants musulmans ont des stéréotypes antisémites en comparaison à 22 % pour ceux chrétiens et 16 % pour les athéistes/sans religion. Raphael Israeli cite un rapport allemand de 2003, mettant en évidence une tendance significative à l'antisémitisme dans l'intelligentsia de gauche en Belgique. Décrivant une forme d'antisionisme actif dans la diabolisation d'Israël et porteur de préjudice contre les Juifs,. Selon le journaliste Manuel Abramowicz ce mouvement antisémite principalement arabo-musulman serait alimenté et exploité dans les milieux intégristes islamistes, intégristes chrétiens (comme la Fraternité sacerdotale Saint-Pie-X), de l'extrême droite parlementaire et d'organisations (comme la NSV), ainsi que dans les mouvements négationnistes.
D'après Monika Schwarz-Friesel et Jehuda Reinharzn, en Belgique, le discours antisémite consiste en des jurons typiquement anti-juifs avec une sémantique de déshumanisation. Ainsi que d'un discours prétendument anti-Israël accompagné d'un amalgame entre Juifs et l'État d'Israël, ainsi que de stéréotypes antisémites traditionnels, y compris concernant l'extermination des Juifs. L'antisémitisme est constaté sur Internet, dans des graffitis, dans la profanation des cimetières, dans des comportements agressifs contre les Juifs en public et dans des commentaires stigmatisants dans les médias. Des opinions négatives sur les Juifs sont exprimées dans les médias, dans des publications et dans la politique. Par exemple, en 2010, le négociateur commercial en chef de l'Union européenne d'origine belge, stigmatise « le juif moyen » à la radio belge mais encore le Président du Parlement flamand, Jan Peumans qui échange des moqueries lors d'une émission télévisée de la VRT. En 2014, Hassan Aarab représentant du CD&V, s'excuse pour ses propos sur la Shoah après que des poursuites judiciaires sont envisagées par la LBCA et  alors même que la dirigeante du parti condamnait ses propos. Le politicien Laurent Louis est condamné pour son négationnisme . La Cour de cassation confirme que Dieudonné Mbala Mbala a incité à la haine, à la violence ou à la discrimination dans un spectacle de 2012. Le 1er août 2019, Dimitri Verhulst déclare au journal De Morgen des propos stigmatisant par le stéréotype du nez juif. À la suite des plaintes, le journal De Morgen refuse de retirer l'article et défend les propos de Verhulst comme étant une critique d'Israël.
En 2020, face à la pandémie de Covid-19, l'internet francophone et les réseaux sociaux, connaissent une forte hausse de messages de haines, caricatures, insultes et accusations complotistes contre les Juifs. Le journal néerlandophone Knack documente des théories du complot antisémites à propos du Covid-19. En octobre, l'Agence Belga illustre une dépêche sur la Covid-19 avec photographie d'un juif priant au Mur des Lamentations, ravivent l'inquiétude liée à l'antisémitisme dans les médias. Plusieurs médias belges utilisent l'illustration, suscitent la consternation de la part de l'ambassade d'Israël. Dans un bar liégeois, une musique militaire allemande est jouée avec un chant hitlérien et des saluts nazis. Le bourgmestre Willy Demeyer affirme qu'il n'a « jamais vu ça en 20 ans ».

#### Conflit israélo-palestinien
Un lien existe entre l'augmentation des incidents antisémites et les évènements du conflit israélo-arabe,,,, notamment dans le cas de la période de la guerre de Gaza de 2008-2009 ainsi que de celle de Guerre de Gaza de 2014, qui voit l'émergence d'une vague en particulier dans des communautés musulmanes. L'exportation de ce conflit constitue un facteur à l'antisémitisme. Cependant selon une étude de 2011, ce phénomène ne serait pas systématique ni continu.
Divers experts s'accordent pour affirmer une recrudescence de l'antisémitisme, qui évolue sous forme de nouvel antisémitisme, en particulier sous couvert de l'antisionisme,,,. Eliezer Ben-Rafael décrit les différentes composantes de cet antisémitisme en Belgique, qui vont de l'hostilité anti-juive catholique, à l'antisémitisme xénophobe de l'extrême droite, à un antisémitisme qui provient de l'intérêt pour l'antisémitisme du Moyen-Orient, à des individus qui s'identifient au Tiers-mondisme ainsi que a un antisémitisme des populations arabo-musulmanes locales. À cela s'ajoute une attitude antisémite de bouc émissaire et une classification visant à stigmatiser les Juifs comme «bons» ou « mauvais » en fonction de l'appréciation du raciste,,. Robert Wistrich (1990) décrit une campagne de stigmatisation, contre, dans un même ensemble, l'État juif, le sionisme et le peuple Juif, et ainsi serait comparable au danger du nazisme. En contraste, une autre campagne de stigmatisation vise à nier ou minimiser l'oppression raciale de l'antisémitisme.
Selon Joël Rubinfeld de la LBCA, le conflit israélo-palestinien ne serait qu'un prétexte à l'antisémitisme en Belgique. Des critiques condamnent ainsi certains propos antisionistes, notamment ceux visant à la négation de l'existence d'Israël, ceux d'incitation au boycott sur base de la nationalité ou de l'origine, par le caractère juif de l'État Juif, ou encore ceux relevant d'un antisémitisme spécifique contre les Juifs d'origine israélienne (en tant que minorté, etc.). L'antisionisme est assimilé à de l'antisémitisme lorsque les critiques et les attaques prennent l'État Juif comme cible de haine. En 2014, après l'attentat au Musée juif, des théories complotistes sont formulées, la RTBF et d'autres journaux belges relayent une fausse information, portant une accusation contre les victimes juives. La théorie du complot sera reprise par le meurtrier lors de son procès. En parallèle, l'antisionisme serait devenu un code culturel dans certains partis de gauche, avec un intérêt idéologique tourné contre le mouvement national juif. Le Parti du travail de Belgique est également mis en cause à de nombreuses reprises. Concernant le thème du nationalisme palestinien, il serait un thème fédérateur face à une perte de repères idéologiques. Pour Kotek, Israël serait une métaphore associée à la critique de la modernité, tandis que l'antisionisme serait « un avatar de l'antijudaïsme révolutionnaire ou sociale ». Pour sa part, Nicolas de Pape estime que la diabolisation d'Israël serait un moyen « de se laver à bon compte de la culpabilité liée à l’Holocauste. ».
Les propos d'Elio Di Rupo, président du parti socialiste, à la suite des attentats de Paris de 2015 sont perçus par la communauté juive comme un amalgame avec le conflit israélo-palestinien,. En 2018, il est à nouveau accusé de réactiver des préjugés. De même pour Philippe Moureaux, bourgmestre du parti socialiste de Molenbeek et Ministre d’État, qui est critiqué pour faire un amalgame sur les problèmes d'intégration et le conflit israélo-palestinien,,. Joël Rubinfeld met également en cause André Flahaut, Ministre et membre du parti socialiste, pour des propos assimilant la politique israélienne au nazisme tenus en 2008 et qui « risquent, même involontairement, d'alimenter l'antisémitisme contemporain ». Ce dernier s'estimait atteint dans son honneur par un communiqué du CCOJB, décidera d'engager des poursuites judiciaires qu'il perdra en appel en 2014. Maurice Sosnowski parle de traumatisme pour exprimer le sentiment lié au manque de condamnation publique des principaux partis politiques belges qui avaient participé à une manifestation dans laquelle des pancartes incitant au génocide des Juifs et niant la Shoah avaient été brandies.
Après l'installation du mémorial des attentats du 22 mars 2016 à Bruxelles, un homme piétine le mémorial et se met à crier des slogans antisionistes en arabe, tandis que le drapeau d'Israël du mémorial représentant les victimes israéliennes sera vandalisé à plusieurs reprises. Après les attentats, un volontaire pour un comité juif, contacte la ligne téléphonique du ministère de l'intérieur mais l'opérateur refusera de fournir de l'assistance aux victimes, par soutien à la cause de la Palestine. Le centre d'appel s'excusera « à la communauté juive et aux victimes et leurs familles en Israël », et l'opérateur sera licencié.
Les Juifs sont la cible d'agressions physiques et verbales par des antisionistes, tandis que le vandalisme est souvent accompagné de slogan de soutien à la Palestine, ou à des groupes terroristes antisémites. Des menaces sont formulées, comme dans le cas des étudiants juifs membres de l'UEJB qui proposent un dialogue avec les militants pro-palestiniens de la campagne BDS, et reçoivent des menaces de mort contre eux et leurs proches.
En janvier 2019, le journal La Dernière Heure reporte que le président des imams de Belgique et imam de la grande mosquée al Khalil, Mohamed Toujgani, appelle à « brûler » des Juifs sionistes dans une vidéo. L'imam s'excusera pour ses propos. Par la suite, la police trouve des livres antisémites appelant à la destruction d'Israël dans différentes mosquées.
Le 13 mai 2021, la LBCA déplore une publication de la co-présidente d'écolo Rajae Maouane, qu'elle juge appelant à la « haine antisémite ». Deux jours plus tard, au cours d'une manifestation pro-palestinienne « un appel au meurtre des juifs » est scandé en chœur au milieu de la foule. Les incitations à la haine antisémite lors des manifestations pro-palestiniennes ont été de nombreuses fois condamnées par les politiques et les organisations juives,,,. En 2009, lors de celle d'Anvers, la police empêche des manifestants violents de se rendre dans le quartier juif de la ville.
En 2022, une manifestation en l'honneur du Hamas, une organisation antisémite qui figure sur la liste des organisations terroristes de l’Union européenne est dénoncée par le député NVA Theo Francken comme étant une manifestation antisémite.
Depuis le 7 octobre 2023, cinq fois plus de plaintes pour antisémitisme ont été déposées à Unia tandis que à Anvers, la communauté juive signale une forte augmentation de l'antisémitisme, dont cinq agressions physiques en moins d'un mois. En réaction le bourgmestre d’Anvers, Bart De Wever, plaide en faveur d'un appel à l'armée dans la ville. Des manifestations pro-palestiniennes sont organisées par l'organisation Samidoun malgré sa proximité au groupe terroriste antisémite Hamas et à l'apologie du terrorisme. La classe politique est critiquée pour certaines inactions et certains propos problématiques, ainsi le journal français Libération, décrit la Belgique comme étant « engluée dans le piège communautariste ».

#### Dans le système éducatif
Une étude de 2011 dans les écoles de secondaire flamandes, met en évidence des cas d'attitudes négatives concernant les Juifs avec un taux plus élevé chez les élèves musulmans et catholiques. Mark Elchardus (VUB), met en évidence qu'environ la moitié des élèves musulmans d'établissements secondaires flamands validerait quatre clichés antisémites répandus. Une autre étude menée dans des établissements scolaires bruxellois de 2018 à 2019 par des chercheurs de l'ULB, met en évidence le facteur religieux comme prédominant. Selon les chercheurs de l'étude « une portion significative des musulmans, non majoritaire, partage avec l'extrême-droite et le catholicisme pré-conciliaire des représentations anti-sémites très prégnantes ». Les musulmans pratiquants interrogés sont les plus nombreux à valider des préjugés antisémites, suivi par les musulmans non-pratiquants et plus modérément par les catholiques pratiquants. En 2019, une enquête auprès de 1 600 élèves de la région bruxelloise, conclut à la prévalence de l'antisémite deux fois plus élevée chez les étudiants se déclarant catholiques pratiquants et trois fois plus élevées chez ceux se déclarant musulmans, y compris les non pratiquants. L'enquête pose la question d'un éventuel « antilibéralisme sociétal et culturel » au sein de ces groupes. Celles de Hooghe en 2010, de celle de Teney et Subramanian de 2010 sur des étudiants d'origine étrangère de la région de Bruxelles pointent à un niveau plus bas d'attitude de tolérance de manière générale dans ces populations, y compris l'homophobie. L'ignorance concernant les faits historiques simples et la croyance en des théories du complot est significativement répandue chez les musulmans interrogés et plus modérément par les catholiques pratiquants interrogés.
Concernant les établissements scolaires, le CCOJB déplore des attitudes antisémites visant à stigmatiser des élèves, dans certaines écoles. Le journal Le Vif/L'Express dénonce cette situation où les enfants juifs désertent les écoles publiques à Bruxelles. Seulement la moitié de ceux-ci se réfugient dans une école juive. Alain Destexhe, déplore qu'à Bruxelles, la ville multiculturelle, il est conseillé aux élèves juifs d'enlever leur kippa à la sortie des écoles et de rester discrets. Il déplore qu'une école juive de Bruxelles ait dû déménager à la suite de la pression du voisinage et d'attaques répétées et que « cette situation critique n'émeut, hélas, pas beaucoup la société belge ». En 2018, Joël Rubinfeld, président de la Ligue belge contre l’antisémitisme, met notamment en cause les responsables des milieux scolaires. Notamment, en 2016, le collége Sint-Jozefcollege Turnhout soutient un enseignant Luc Descheemaeker, gagnant d'un concours iranien de caricatures négationnistes de la Shoah. Dans un autre établissement scolaire, de Braine-le-Château Francis Brancart les parents d'un enfant portent plainte après que leur fils de 12 ans témoigne d'attaques antisémites récurrentes. 'Antisemitisme.be dénonce ces situations qui « sont très difficiles à vivre pour les parents qui se sentent démunis et pour les enfants doublement ou triplement victimes : par l’insulte, le harcèlement ou l’agression antisémite d’une part, la nécessité de changer d’école avec les conséquences sur leur cursus de l’autre et, enfin, par le sentiment d’injustice lorsque les mesures ne sont pas prises à l’égard des auteurs ».
Concernant les manuels scolaires, en 2018, Yifa Segal de l'organisation International Legal Forum déplore l'utilisation de carricature « représentant un Juif aux caractéristiques diabolisantes » dans le manuel de géographie destiné aux élèves de 15 ans, approuvé par le ministère belge de l'Éducation de Belgique. Segal analyse les motivations de cette caricature à caractère raciste utilisée comme une représentation du conflit israélo-palestinien : « Le gros juif, qui vole l'argent, l'eau, la nourriture et même le sang des autres, est malheureusement douloureusement familier. De telles images provoquent des sentiments négatifs et antisémites chez le spectateur, en particulier lorsqu'elles sont livrées à des spectateurs jeunes et impressionnables par une figure d'autorité. » .
En 2011, un professeur quitte l'Université libre de Bruxelles en protestation d'un climat anti-juif et de l'attitude laxiste des autorités universitaires. De plus, il déplore la tolérance de la campagne de boycott académique d'Israël dans lequel les actions antisionistes prennent la forme d'antisémitisme sur les campus universitaires. En septembre 2019, l'association juive Européenne déplore des gestes « Racistes et dégradants pour les juifs » dans un dictionnaire officiel de langue des signes flamand, publié sur le site de l’université de Gand. Les deux signes en question, miment un nez crochu pour dire juif. Un autre fait soulevé est l'impasse faite sur l'histoire de l'antisémitisme dans le milieu académique belge.

#### Antisémitisme musulman
Le thème de « l’antisémitisme musulman » est au cœur d'un débat, en particulier du fait du niveau élevé des attitudes et des comportements antisémites des minorités musulmanes. Selon diverses études, les musulmans interrogés sont trois fois plus nombreux que le reste de la population à partager des préjugés antisémites,. Par exemple une étude de 2010, souligne une attitude plus négative concernant les Juifs par le groupe de musulmans interrogé, que de celui chrétien ou athéiste. Une étude de 2013 émet l'hypothèse du fondamentalisme islamique.
Différentes théories sont émises pour expliquer ce phénomène. Rafael Israeli voit dans la montée de l'islamisme notamment à Molenbeek-Saint-Jean, un lien avec l'augmentation de l'antisémitisme musulman en Belgique. Certains avancent un lien avec le milieu socio-économique des musulmans, cependant une étude menée à Bruxelles sur des étudiants, ne trouve pas de liens des attitudes antisémites des musulmans avec un faible niveau d'éducation ou un désavantage social. Edouard Delruelle émet une hypothèse selon laquelle cet antisémitisme « s’insère dans une carte cognitive globale qui est une réponse (évidemment inadéquate et mortifère) à une dynamique de désaffiliation ».
Concernant les nouveaux migrants de provenance du monde musulman, l'étude de David Feldman (2018) conclut que rien ne suggère qu'ils contribuent significativement au taux d’antisémitisme. La même année, l'étude de Muriel Sacco et Marco Martiniello conclut que bien que des migrants ont des opinions antisémites du pays d'origine, cela ne se traduit pas nécessairement par des passages à l'acte et met l'hypothèse plutôt sur l'antisémitisme dans les médias et dans la politique belge , et le lien qui est fait avec le conflit israélo-palestinien.

#### Réactions

##### Gouvernementales et publiques
En 2002, à la suite d'attaques contre les Juifs et des synagogues, le roi Albert II déclare dans un discours : « Il est inadmissible de chercher à importer chez nous les antagonismes qui existent au Moyen-Orient ».
En 2014, le président du CCOJB, Maurice Sosnowski demande au Premier ministre Elio Di Rupo de mettre fin à l'« injustice criante » du cas de nombreux rescapés de la Shoah, qui se voient refuser « la reconnaissance de leur invalidité consécutive aux persécutions dont ils ont été victimes », et demande également: « Pouvez-vous me dire quand viendra le jour où je pourrai conduire mes enfants à l'école, sans apercevoir les gardes privés et la police assurer leur sécurité ». Le Premier ministre approuve ses propos « avec tristesse », affirme qu'il s'agit d'un constat désolant et inadmissible et que: « L’antisémitisme, c’est une évidence, fait partie de ces émanations odieuses que nous n’avons pas le droit d’ignorer ». Concernant la reconnaissance des rescapés il promet des mesures lors du prochain budget de l’État, qui n'auront finalement pas lieu. Pour le politicien socialiste Roger Lallemand, face à l'antisémitisme, il faut affirmer l'identité juive : « Parce qu’il est minoritaire, ici, le Juif doit affirmer sa différence. Il doit refuser une assimilation qui le menace au nom du bien, de l’égalité, du droit et d’un universalisme réducteur qui est souvent la forme d’un antisémitisme caché ».
En mai 2019, le Premier ministre Charles Michel, se dit inquiet de l'augmentation de l'antisémitisme et affirme que son gouvernement a pris des mesures contre les tentatives d'attentats. Concernant l'« exode silencieux » des Juifs, il affirme: « En tant qu’homme politique libéral et démocrate, je suis inquiet du nombre de Juifs qui préfèrent quitter l’Europe pour les États-Unis ou Israël parce qu’ils s’y sentent plus en sécurité et craignent de pratiquer leur religion ou de porter une kippa dans la rue ». À Bruxelles, les autorités publiques ont recommandé à plusieurs reprises aux Juifs d’éviter d’afficher des signes visibles de judaïté en raison des risques d’agressions physiques,.
Selon Ariella Woitchick, représentante du congrès juif européen : « Même si vous n'êtes pas personnellement sujet à un incident antisémite, vous l'entendez partout de vos amis dans les écoles, les lieux de travail. Les gens ne peuvent pas marcher dans les rues de Bruxelles avec une kippa sur la tête ». Elle affirme également que l'antisémitisme est particulièrement préoccupant dans les écoles publiques, alors que les insultes antisémites sont prépondérantes et que les enfants juifs ont été contraints de quitter les établissements scolaires.
Le MRAX souligne la responsabilité du gouvernement pour lutter contre l'antisémitisme : « Les sanctions actuelles [en Belgique] contre les discours de haine sont parmi les plus faibles d’Europe ». Le MARX déplore que bien qu'un plan d’action national avait été promis contre le racisme à la Convention de Durban de 2001 : « 19 ans plus tard, ce plan n’existe toujours pas ».
Le 6 décembre 2018, le Conseil européen approuve la définition de l'antisémitisme comprenant l’antisionisme radical. Cette forme d'antisémitisme reposerait sur des « phénomènes d’essentialisation des Juifs », en ciblant l’État d’Israël conçu comme une collectivité juive — citant des attitudes « disproportionnées et exagérées » (et non pas contre ses politiques), sa nazification et la remise en cause de son droit à l'existence(lié au thème de la destruction, du génocide, etc).
En 2019, le président du CCOJB, Yohan Benizri, met en garde contre les différentes formes d'antisémitisme en Belgique : « Il y a un antisémitisme historique, d’extrême droite disons, il y a un antisémitisme d’extrême gauche qui s’est vu revitaliser ces dernières années. Il y a un antisémitisme du quotidien que l’on retrouve dans les écoles, il y a des formes d’antisémitisme dans l’antisionisme, donc l’antisionisme comme paravent de l’antisémitisme ». Pour Viviane Teitelbaum (MR) et Benizri, le combat contre l'antisémitisme n'a pas été mentionné comme tel lors d'une initiative antiraciste bruxelloise en 2021, de plus, celle-ci ne comprenait pas de représentant de la communauté juive. Ils dénoncent une tentative de systématiquement « dilué » le combat contre antisémitisme dans le combat contre le racisme.
En novembre 2022, Michael M. Adler, ambassadeur des États-Unis en Belgique déplore la hausse de l'antisémitisme et le fait que la « voix de la Belgique était absente de la table » lors des récentes réunions de l’Union européenne et de la Commission européenne l'antisémitisme. Il propose de nommer un représentant national pour la lutte contre l’antisémitisme. Le CEJI avait de même fait remarqué que l’État belge a peu fait pour lutter contre l’antisémitisme, en particulier dans l'éducation.

##### Dénégation
Certaines personnes remises en cause pour antisémitisme, nient les accusations en affirment être victimes de chantage, d'intimidation ou par d'autres arguments visant à nier le caractère antisémite de leurs propos, ou l'existence de l'antisémitisme en lui-même. Pour Pierre-André Taguieff ce serait « l'argument principal des antijuifs déclarés comme des antisionistes radicaux (les israélophobes rêvant d'éradiquer l'État juif), qui cherchent ainsi à se présenter comme les victimes d'une "censure" insupportable dans une société démocratique ». Il précise, que ces individus se présentent comme les victimes d’une « censure », « même dans les appels à la haine et à la violence contre Israël, les « sionistes » ou les Juifs (tous suspectés d’être des « sionistes ») » et ils font « mine d’oublier que, même dans les démocraties libérales/pluralistes, il existe une limite qui est fixée par la loi ». D'autres affirment être victimes car ils ne font que « lutter contre l’injustice faite aux Palestiniens ». Par exemple Saïdi Nordine qui se dit victime de « terrorisme intellectuel », Pierre Piccinin, qui se justifie en affirmant être victime d'un « chantage à l'antisémitisme » du « Lobby juif » ou encore Jean Bricmont, qui serait « l'un des plus emblématiques dénonciateurs [du] "chantage à l'antisémitisme » selon Pierre-André Taguieff. À la suite de nombreuses accusations d'antisémitisme contre le Parti du travail, Stéphanie Koplowicz membre du parti, prend sa défense et met en cause les accusations comme étant « une stratégie » qui serait mise sur pied pour le discréditer.
Selon des critiques, le centre responsable de la lutte contre l'antisémitisme (UNIA), ne prendrait pas l'antisémitisme suffisamment au sérieux. En 2017, Rudi Roth, met en cause l’Unia comme étant « largement inefficace » dans la lutte contre l'antisémitisme, et responsable de la situation. Roth déplore le choix de militants antisionistes dans la direction de l'institution et déplore que l'organisation est « la seule organisation européenne antiraciste officielle dont le personnel dérape à de multiples reprises concernant l’antisémitisme et le négationnisme » et qu'elle « a rédigé elle-même des textes à caractère diffamatoire envers les Juifs sur son propre site et cela pendant plus de 4 ans ». L'Unia est critiquée pour son traitement de l'antisémitisme, par le service social juif Centraal comme étant préjudiciable, par le député N-VA Michael Freilich, Philippe De Backer (Open Vld), Bart De Wever (NV-A), le Forum der Joodse Organisaties (FJO),, la députée N-VA Annick De Ridder, le CCOJB, le politologue Joël Kotek et le politicien André Gantman (Open-VLD).
En décembre 2020, Unia affirme « avoir fait évoluer sa philosophie en matière de lutte contre l'antisémitisme », sans pour autant apporter de précisions.

### Dans la société

#### Causes sociales
L'antisémitisme en Belgique, est généralement étudié au sein d'études sur l'antisémitisme européen ou occidental, dont il fait partie. Joël Kotek (ULB) explique pourquoi l’image négative des Juifs survécut en parlant d'un « habitus judéophobe » dans la société. L'antisémitisme du début du XXIe siècle serait un « antisémitisme latent, en sommeil depuis la Shoah et qui, au fond, ne demandait qu’à se réveiller. ». Il prend en exemple la cathédrale des Saints Michel-et-Gudule qui a toujours des vitraux commémorent le sacrement du Miracle, ou l'une des légendes du Manneken-Pis, qui concerne l’accusation de meurtre rituel contre les Juifs,. D'après Didier Pasamonik, la légende antijuive médiévale, ne cesse qu'avec la prise de conscience du drame de la Shoah et de l’influence de la modernité. Selon Kotek : 

« l'antisionisme radical tient bien de l'antisémitisme de par ses appels à la théorie du complot et ses représentations fantasmatiques du sioniste »

Il décrit deux types d'antisémitisme en Belgique: l'antisémitisme conservateur qui est caractérisé par des mouvements d’en haut (politique et religieux) et un autre d’en bas (populaire et social), qui inclut l'antisionisme radical, qui est un antisémitisme progressiste et associé à l’antisémitisme arabo-musulman. Kotek décrit un processus antisémite : « Les ennemis du peuple juif ont compris qu’en s’attaquant à Israël, au nom des principes des droits de l’homme et même de la Shoah, ils atteignent automatiquement et très efficacement, leur but réel : stigmatiser les Juifs ». En Belgique, le discours antisioniste puise aux sources de l’antijudaïsme classique, par exemple en se servant de l'État Juif comme victime expiatoire ou en attachant aux Israéliens des stéréotypes antisémites, « des déicides, des comploteurs, bref des ennemis du genre humain ». Le discours de haine des Juifs se veut néanmoins politiquement correct et est le plus virulent au sein de mouvances progressistes, néo-chrétiennes, marxistes, humanitaires et altermondialistes qui voient en Israël la figure de mal absolu. La passion anti-israélienne s'alimente également d'une judéophobie arabo-musulmane « qui fait du Juif le responsable des maux du monde arabe » et finalement d'une forme d'antisémitisme « bienveillant », se référant à l’image du Juif datant de 1945 à 1967, et qui manifeste un philosémitisme à une image des Juifs comme persécutés, humbles, faibles et martyrs. Le judéocide est également instrumentalisé alors qu'il devient un objet d’étude et de fascination, à la fois au cœur de l’actualité médiatique, scientifique et culturelle, politique et pédagogique. Un effet pervers voit raviver un sentiment de culpabilité, qui se libère parfois dans une haine dirigée contre les Israéliens, tout en empruntant l’historiographie de la Shoah, qui est rejetée sur les victimes. Kotek insiste également sur le rôle des amalgames et des préjugés pernicieux qui alimentent cette violence. En 2019, Kotek parle de « une Belgique qui ne craint plus de stigmatiser les Juifs ».
Selon une étude de Lars Dencik et Karl Marosi de 2016, il existe trois formes d'antisémitisme : un « antisémitisme classique » qui repose sur d'anciens stéréotypes, plutôt lié à l'extrême droite et qui se manifeste plutôt par des attaques verbales et des discriminations sociales. Un antisémitisme lié à Israël. Et un autre lié à une critique anti-juive des pratiques juives et de personnes juives par des personnes qui s'identifient plutôt comme progressistes, libérales ou de gauche. Les trois formes d'antisémitisme sont fortement présentes en Belgique en comparaison à d'autres pays européens. En particulier l'antisémitisme lié à Israël, qui se manifeste sous forme de violences commises par des individus musulmans extrémistes ou de l'extrême gauche. Ils mettent en hypothèse un parallèle avec l'idéologie islamiste de l'organisation État islamique qui vise à créer une polarisation sociale et détruire le tissu social, dans ce cas contre la vie sociale juive. Une autre étude met en hypothèse l'existence de deux antisémitismes concurrents (classique et arabo-musulman).
Selon le chercheur David Feldman : « Si l’antisémitisme traditionnel est en déclin, c’est l’antisémitisme lié à Israël qui fait actuellement débat et semble parfois en augmentation ». Paul Giniewski met en cause l'antisionisme comme nouvel antisémitisme : « Toutes les accusations mythiques, fantasmées des antisémites classiques sont retournées contre Israël et le sionisme, avec une virulence qui rappelle celle des nazis », dans ce contexte antisémite une tolérance, une indulgence, une indifférence et une impunité existeraient pour les agressions antisémites tout comme pour le terrorisme palestinien. Ginieweski décrit deux sortes d'antisémitisme antisioniste, l'une négationniste et l'autre masquant son israélophobie par un prétendu philosémitisme, tout en instrumentalisant la Shoah. Les antisémites antisionistes établissent une confluence, selon laquelle le « prix » imaginé de la création d'Israël et des souffrances palestiniennes serait trop élevé en compensation à celui de la Shoah. L'objectif de ces antisémites, serait la « disparition d'Israël », une solution à la « question israélienne » qu'il compare à la solution finale de la « question juive » des nazis. Giniewski met en cause la Belgique dans le début des années 2000 : « Dans la campagne de diabolisation d'Israël, la Belgique se situait au premier plan ».

#### Conséquences sociales
Après la Shoah, la population est considérablement réduite, et la reconstruction puis la consolidation d’une certaine vie communautaire devient la principale préoccupation des Juifs. La population juive demeure néanmoins fragmentée politiquement et reste divisée entre religieux et laïcs. Un processus d'assimilation prend de l'importance et la question de la disparation de la communauté se pose. Certains s’inquiètent de la perte de l’identité communautaire chez la jeune génération, d'autres de l'émigration. En 2018, en lien aux harcèlements que subissent les Juifs, 42 % d'entre eux aurait songé à émigrer, d'après un sondage. Une étude de l’ Institute of Jewish Policy Research publiée dans The Guardian démontre que 4 % des Juifs de Belgique et de France ont quitté leur pays pour s'installer en Israël (l'étude ne prend pas en compte les autres destinations). Une des raisons principales cité est la permanence et l’augmentation de l’antisémitisme Dans les médias, un manque de compassion et des allusions antisémitismes sont déplorés. Parmi les célèbres écrivains belges, on retrouve Georges Simenon qui ira jusqu'à faire la promotion des protocoles des Sages de Sion, Willy Vandersteen antisémite ou Hergé collaborateur qui publie lors de l'occupation Le Soir volé, une bande dessinée antisémite : « Dans cette Belgique catholique, raciste, colonialiste, anticommuniste et anti-américaine, l’antisémitisme est largement diffusé ».
En 2003, après l'attentat de la synagogue de Charleroi, Manuel Abramowicz remarque au sein de la communauté juive: « un durcissement du discours, un repli identitaire, (...)» sans pour autant manifester de réactions extrémistes.
L'antisémitisme frappe l'Europe dans son ensemble et les pouvoirs publics se veulent rassurant. Le Premier ministre Charles Michel affirme en 2018 : « La Belgique sans les Juifs n'est pas la Belgique », une déclaration similaire à celles faites par le président français Emmanuel Macron.
Les antisémites belges agissent parfois au-dehors des frontières. À Bruxelles, des groupuscules djihadistes entretiennent des relations avec des militants antisémites, comme le terroriste français Mohammed Merah qui tue des enfants juifs en 2012,. En 2015 et 2016, ces cellules sont démantelées par la police.
En 2020, selon l'opinion du journaliste et écrivain belge, Nicolas de Pape : « C'est dans une certaine indifférence que notre continent refermera tout doucement l'histoire riche et tragique du judaïsme européen » et affirme comprendre l'émigration vers Israël et les États-Unis : « Si j’étais juif, je partirais vers des cieux plus cléments »,.

##### Sentiment d'insécurité
Une étude de 2014, met en évidence que 27 % des Juifs de Belgique déclarent faire face à de l'antisémitisme dans leur quotidien, ayant été insultés ou harcelés. Les plaintes concernent principalement le harcèlement et la discrimination et dans une moindre mesure la violence et le vandalisme.
Une étude publiée en décembre 2018, fait état (d'à l'exception de la France): « les juifs de Belgique sont ceux en Europe qui ressentent le plus d’hostilité à leur égard: 81 % d’entre eux citent l’espace public comme source la plus courante d’hostilité ».
Une autre étude menée la même année avec 785 témoignages anonymes de juifs Belges, fait état de 51 % de cas de harcèlement dans les cinq années et 39% dans les douze mois, parmi ceux-ci. Des commentaires insultants et des gestuels sont les principaux cas de harcèlements (25 % et 26 %). Néanmoins, 81 % des participants n'ont pas rapporté les faits. Selon la Commission européenne la première préoccupation politique et sociale nationale est l’antisémitisme chez 85 % des Juifs européens, dont les Juifs Belges, pour qui cette préoccupation est parmi les plus hautes d'Europe, en particulier à Bruxelles.
Une étude de l'Eurobaromètre publiée en janvier 2019, fait état de près d'un Belge sur deux (49 %) pour qui l'antisémitisme ne serait pas un problème en Belgique, d'une mauvaise connaissance des problématiques liées à l'antisémitisme (72 % avouent être mal informés) ainsi que de l'existence des lois qui érigent en infraction pénale la négation de l'Holocauste (46 % d'ignorance) et l'incitation à la violence ou la haine à l'égard des personnes de confession juive (33 % d'ignorance).

##### «Auto-antisémitisme»
De l'hostilité se manifeste sur le plan politique, notamment en lien à l'assimilation,. Ainsi, dans les années 1970, les antisionistes juifs sont perçus par des organisations juives comme des victimes d'auto-antisémitisme. En 1973, dans une réponse, l'UEJB affirme: « Pour détruire le Juif qui est en vous, vous essayez de détruire Israël à coups de pétitions, devenant ainsi les alliés objectifs de ceux qui, pratiquant le terrorisme, abattent froidement des athlètes à Munich et des pèlerins à Lod. ». En 1979, le président de la Fédération sioniste de Belgique rejette cette antisionisme comme « du masochisme et du dérangement biliaire ». Alain Lapiower, chroniqueur de la jeunesse juive progressiste, parle d'hostilité contre son groupe.

##### Banalisation de stéréotypes nazis à Alost
Depuis 2013, la Belgique est le seul pays européen à organiser chaque année un carnaval qui accueille dans son cortège des caricatures rappelant les stéréotypes nazis et moquant l'extermination des Juifs. Ceux-ci sont dénoncées comme de l'incitation à la haine antisémite par les organisations juives, les médias et les principaux partis politiques (à l'exception de la N-VA qui parle de mauvais goût). En mars 2019, jugeant que la diffusion de messages « ridiculisant certains groupes » et « insultant les souvenirs d'expériences historiques douloureuses » et de « représentations blessantes » contre la minorité juive vont à l'encontre de ses critères, l'UNESCO décide de retirer le carnaval de sa liste représentative du patrimoine culturel immatériel de l'humanité. L'UNESCO demande aux autorités belges de réagir « à de telles manifestations de haine ». La Commission européenne déclare quant à elle, qu'il est « impensable que cela soit encore visible en Europe, 74 ans après l'Holocauste » et condamne les événements. En février 2020, Le American Jewish Committee demande que l’Union européenne ouvre une enquête contre la Belgique: « la Commission européenne doit lancer la procédure prévue par l’article 7, puisque les autorités n’ont rien fait pour interdire les déguisements antisémites, ce qui contrevient de manière évidente aux valeurs européennes fondées sur les leçons tirées de l’Holocauste et de la Seconde guerre mondiale ». La Première ministre Sophie Willmès déplore  en 2020, que les actions « portent préjudice à nos valeurs ainsi qu'à la réputation de notre pays »,.
En février 2020, dans le journal français Libération, un collectif déplore la presse belge, néerlandophone et francophone, qui « ont été d’une scandaleuse complaisance ». L’hebdomadaire satirique français Charlie Hebdo réagit aux nombreuses voix invoquant en Belgique « l’esprit Charlie » pour légitimer ce qu'il estime être un antisémitisme incontestable : « Mettons donc les choses au point : la caricature et la satire ne consistent jamais à traiter un groupe d’êtres humains comme de la vermine à éradiquer. Quand celui que vous n’aimez pas perd sa figure humaine, tout devient possible. Il n’y a aucune forme d’humour dans l’animalisation systématique de l’adversaire, vieux procédé nazi dont la banalisation a préparé les esprits à l’extermination des Juifs comme étant une opération prophylactique.». Alain Destexhe, dans le journal français Le Figaro, rappelle qu'« en mai 2014, l’attentat djihadiste au musée juif de Bruxelles, qui a fait quatre morts, n’avait pas suscité de mobilisation générale de la population belge, comme si les juifs ne faisaient déjà plus intégralement partie de la communauté nationale ». et considère que « Cette lamentable affaire d’Alost apparaît finalement comme un pitoyable dérivatif par rapport à la question essentielle du nouvel antisémitisme ».
Pour sa part, le centre interfédéral pour l'égalité des chances (Unia), ne porte pas l'affaire devant la justice mais annonçait une médiation entre l’administration communale alostoise et la « communauté juive », et le 27 février 2020, le politicien Vincent Van Quickenborne compare la réaction des Juifs américains face à la critique du premier ministre israélien Benyamin Netanyahou par le sénateur américain Bernie Sanders, à la réaction des Juifs belges aux événements antisémites du carnaval d'Alost, qu'il qualifie : « lobby juif ». Le 1er octobre, Van Quickenborne devient le Vice-Premier ministre et
Ministre fédéral de la Justice du gouvernement De Croo, ce qui suscite l'inquiétude de la LBCA, alors que ce dernier a utilisé l'accusation de lobby contre la minorité juive qui serait une « terminologie antisémite éculée ».

##### Libertés religieuses
- Interdiction de l'abattage rituel :

En novembre 2017, le CCOJB dépose un recours en annulation devant la Cour constitutionnelle contre le décret wallon d’interdiction de l'abattage sans étourdissement, souhaitant « faire constater son illégalité au regard du droit constitutionnel belge et du droit européen ». Yohan Benizri, président du CCOJB, affirme que le dispositif électrique a une efficacité aléatoire, que l'interdit ne se soucie pas des animaux ébouillantés vivants ou encore des entorses législatives pour des raisons purement économiques (élevage en batterie, etc). Pour le président du CCOJB, cet interdit serait le message d'« un pays qui dit aux Juifs et aux Musulmans qu'ils ne sont plus les bienvenus » et note qu'il était : « autrefois justifié par un antisémitisme violent ». Le président du Consistoire, Philippe Markiewicz, note une similitude entre l'interdit et celui ordonné par l'occupant nazi en 1940.
L'affaire est perçue par les organisations juives comme « la crise la plus grave depuis la Seconde Guerre mondiale » ainsi que par le Centre communautaire laïc juif, non religieux, qui estime : « Même si comme Juif laïque on ne se soumet pas aux 613 commandements, on y voit une mesure visant à présenter injustement les juifs et les musulmans pratiquants comme des barbares ».
En 2019, la Shehita, l'abattage juif, est interdit en Flandre ainsi qu'en Wallonie. En réaction, Pinchas Goldschmidt, président de la Conférence des rabbins européens déplore : « Une fois de plus, la capitale européenne projette une tache noire sur des cieux européens qui vont s’assombrissant ». Avraham Guigui, le grand rabbin de Belgique affirme qu'il y a une violation des droits religieux des Juifs belges et des droits européens, et il se réjouit que le dossier déposé à la Cour constitutionnelle est examiné par les instances de l'Union européenne concernant les droits de l'homme. En décembre 2020, la CJUE juge en faveur de l'interdiction. Pour le CCOJB : « L'Europe ne protège plus ses minorités religieuses ».
- Tentative d'interdiction de la circoncision :

En 2013, le Conseil de l’Europe recommande l'interdiction de la circoncision religieuse. En réaction, le Grand rabbin de Belgique, Albert Guigui déplore les conséquences de cette éventuelle interdiction qui serait préjudiciable aux Juifs : « En voulant interdire la circoncision, on veut tout simplement dire aux juifs qu’ils ont deux solutions : soit renoncer à être juif, soit partir !». Le Grand rabbin décrit le préjudice de cette proposition : « On s’attaque là à l’identité juive. On touche ici à quelque chose de fondamental dans la vie du peuple juif alors que les derniers survivants de la Shoah n’ont pas encore fermé les yeux… Si cette interdiction devient effective, je pense que les juifs seront invités à quitter l’Europe ou à disparaître en tant que juifs.». Des affaires judiciaires européennes sur la question eurent un écho en Belgique et furent médiatisées, toutefois, sans qu'une démarche juridique ne fut initiée en ce sens. Ces polémiques suscitèrent l'émoi de la communauté juive orthodoxe, qui perçut cette démarche comme une « politique répressive ».
- Tentative d'interdiction de la kippa :

La question de l'interdiction du port de la kippa dans l'éducation publique, a fait peu de débats dans la communauté orthodoxe anversoise d'après le représentant communautaire Pinchas Kornfeld. Ce dernier affirme que le port de la kippa ou de la croix catholique n’a jamais en pratique dérangé personne, et cette interdiction de signes ostentatoires semblerait surtout de viser le port du voile islamique. Divers représentants politiques et musulmans perçoivent cette interdiction comme discriminatoire.